# Histoire du cheval en Afrique de l'Ouest
Vous lisez un « bon article » labellisé en 2021.
L'histoire du cheval en Afrique de l'Ouest, arrivé dans le Sahel au VIIIe siècle, débute réellement avec l'appropriation du matériel d'équitation au XIIIe siècle, permettant l'essor des grands empires africains, notamment celui du Mali, ainsi que la diffusion de l'islam, grâce à l'usage militaire des tactiques de choc. Le cheval est introduit depuis l'Afrique du Nord, et se diffuse vers le Sud. La manière de le désigner témoigne de racines linguistiques variées, notamment la racine so dans les langues krou et mandingues, alors que d'autres mots, notamment en wolof, dérivent de la racine arabe faras.
Le cheval est notoirement rare et précieux en Afrique subsaharienne, en raison de son coût élevé et de sa sensibilité aux maladies locales. Le commerce de cet animal reste essentiellement transsaharien durant l'époque médiévale. Les Portugais s'imposent via des ports de commerce sur les côtes ouest-africaines à partir du XVe siècle. Le commerce du cheval accompagne dès lors celui des esclaves africains, jusqu'à la colonisation européenne du XIXe siècle. Les cavaliers perdent alors leur supériorité militaire face aux fusiliers, cantonnant le cheval à un rôle cérémoniel et d'apparat.
L'art africain traditionnel souligne le rôle tant militaire que culturel joué par le cheval dans l'Ouest du continent. Des croyances particulières et un rôle cérémoniel sont associés à la queue du cheval, particulièrement au Togo et dans le grassland du Cameroun.

## Sources

Cheval de race locale à Ouagadougou, au Burkina Faso.

D'après l'éditeur Jean-Louis Gouraud, l'histoire du cheval en Afrique est notoirement méconnue et difficile à étudier, tant en raison de la fantaisie des sources que d'une certaine incompétence des historiens, qu'ils soient européens ou africains. De manière générale, l'histoire du cheval en Afrique de l'Ouest est marquée par une nette intrication entre le commerce du cheval, la domination politique permise par l'usage de la cavalerie militaire, la guerre et l'esclavage.

### The horse in West African historyet autres ouvrages de référence
Un ouvrage de référence est publié en 1980, après huit ans de travail, par l'historien Robin Law (anglais : The horse in West African history),. Sa monographie aborde tous les aspects liés à l'introduction du cheval en Afrique de l'Ouest subsaharienne, avant la colonisation européenne,,. D'après Law, l'essor de grands empires africains est permis par l'usage de la cavalerie militaire, et donc des tactiques de choc, ainsi que par le commerce transsaharien du cheval. Ces grands empires africains précoloniaux ont vu le jour dans le Sahel, entre le Sahara et la Forêt tropicale, et comptent entre autres l'Empire du Mali, l'Empire songhaï, le Royaume du Kanem-Bornou, l'Empire de Sokoto, l'empire du Macina, l'Imamat du Fouta-Djalon, l'Empire toucouleur et l'Empire wassoulou. Il n'existe pas de sources concernant le cheval dans les régions plus occidentales (hors des côtes) avant le XIXe siècle.
L'anthropologue Jean-Pierre Digard qualifie cet ouvrage de « fondamental ». Cependant, l'anthropologue Rosemary Harris (Royal Anthropological Institute of Great Britain and Ireland) souligne que Law n'est pas un spécialiste du cheval. Une mise à jour de cet ouvrage a été effectuée en 1995 par son auteur, puis une nouvelle édition, intégrant des études plus récentes, est parue en 2018. Robin Law distingue deux grandes périodes dans l'usage du cheval en Afrique de l'Ouest : une période pré-islamique caractérisée par une équitation rudimentaire sans étriers ni mors, sur de petits chevaux ; puis l'adoption des traditions sahariennes islamiques à partir des XIIIe et XIVe siècles, caractérisée par l'arrivée de chevaux de plus grande taille, et par l'usage du mors, de la selle et de l'étrier,. Jean-Louis Gouraud note que la diffusion du cheval accompagne celle de l'islam, le matériel employé étant le même en Afrique de l'Ouest subsaharienne et dans les régions d'Afrique du Nord.
En dehors du livre de Robin Law, peu de sources sont consacrées à ce sujet, à l'exception de l'ouvrage du centre d'études archéologiques de Milan, consacré à l'art et aux cavaliers africains, et paru en 1995. Cet ouvrage, qui accorde une très large place à l'Afrique occidentale, étudie notamment la place du cheval chez les Dogons, les Soninkés et les Touaregs. L'histoire du cheval durant la période coloniale est essentiellement documentée par l'ouvrage de Camille-Isidore Pierre, L'élevage dans l'Afrique occidentale française, paru en 1906.

### Analyse linguistique
Il existe très peu d'études linguistiques portant sur la diffusion et l'usage du mot « cheval » dans les langues ouest-africaines. D'après Robin Law, qui souligne l'absence quasi-totale d'influence européenne sur la désignation du cheval, les mots employés relèvent de différentes racines linguistiques, sans lien apparent entre elles, et suggèrent une introduction du cheval antérieure à la diffusion de l'islam et de la langue arabe. Dans les langues sénégalaises, le mot « cheval » semble cependant dérivé de la racine arabe faras. En wolof, ce mot est fas ou fars. Le mot balante falas et le mot landoma afalats, ainsi que le kanembou fer/fur, sont vraisemblablement eux aussi dérivés de la racine arabe.
Le sérère pis et le peul putu sont probablement apparentés. Les langues mandingues semblent partager une autre racine commune, donnant si en soninké, so en malinké, en bambara, en vaï, en boko et en busa, sisi en busanse et sona en susu. Au Sierra Leone et au Liberia, le temné asoe, le bulom osoe, le kisi et le grebo so, ainsi que le kru sou, semblent provenir de la même racine que dans les langues mandingues ; de même que le mot so en éwé et en fon. Law estime que les mots yoruba et édo esin et esi sont issus de la même racine.
Le mot songhaï pour le cheval est bari : il est notamment d'usage à Tombouctou. Les langues gour font appel à une autre racine, donnant mossi en wefo, woho en dagomba, et woefo en mamprusi.
Les langues akan dérivent d'une racine encore différente, donnant gbanga (guang), oponko (twi) et ponko (fanti). Le mot dioula « oponko » provient vraisemblablement du Mandé
. En haoussa, « cheval » se dit doki, ce mot semblant provenir de la désignation de l'âne.

## Préhistoire et Antiquité

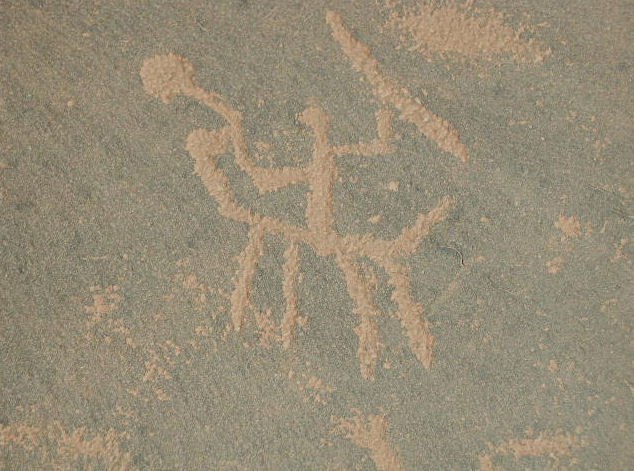
Peinture rupestre de cavalier dans la vallée du fleuve Drâa, au Maroc.

Le cheval (equus ferus caballus) n'est pas natif du continent africain. D'après la théorie controversée d'Henri Lhote, le cheval sauvage aurait vécu en Afrique du Nord depuis la fin du Paléolithique, avant de disparaître au Néolithique. Des gravures rupestres retrouvées dans le Sahara occidental attesteraient de la présence de chevaux sauvages dans cette région au Néolithique. Cependant, d'autres chercheurs, dont l'historien Gabriel Camps, estiment qu'il s'agit de représentations d'autres équidés que le cheval, notamment d'onagres ou de zèbres,.
Le cheval est introduit en Afrique, sous sa forme domestique, à partir de l'Asie. Les premières preuves d'usage du cheval domestique sur le continent africain remontent à l'Égypte antique, sous l'influence des Hyksôs,. L'animal est vraisemblablement introduit en Afrique du Nord par les marchands phéniciens. Henri Lhote a découvert des fresques de chars dans le Tassili, au milieu du Sahara, dont les plus vieilles remontent à plus d'un millénaire avant l'ère chrétienne. Des gravures rupestres de chevaux, datées des époques bovidienne et paléoberbère, ont été découvertes dans l'Aïr méridional, notamment à Isokenwali et Eknaouene. Au IVe siècle av. J.-C., les « Éthiopiens » du Sahara occidental connaissent vraisemblablement le cheval et le char. De nombreuses gravures et peintures rupestres suggèrent une présence importante du cheval dans le Sahara occidental et central durant l'Antiquité. Des chevaux puniques, puis berbères, ont peut-être voyagé le long des côtes africaines de l'Ouest. Les Bafours et les Mélaniens du Chemana font vraisemblablement passer des montures depuis le territoire de la Mauritanie vers celui du Sénégal. Le cheval est introduit en Afrique subsaharienne en traversant le Sahara, depuis l'Afrique du Nord. Il est admis que tous les chevaux d'Afrique subsaharienne proviennent de l'Afrique du Nord et se diffusent vers le Sud via le Sahara et la vallée du Nil, mais n'ont pu s'implanter dans les régions africaines tropicales compte tenu de la présence de la mouche tsé-tsé, pour eux mortelle,.
La date exacte d'introduction du cheval est particulièrement difficile à estimer en raison du manque de preuves archéologiques et des difficultés de datation des peintures rupestres, pouvant se situer dans une large fourchette entre 1 700 av. J.-C. et 1 000 ap. J.-C.. Robin Law penche pour une arrivée au cours du millénaire précédant l'ère chrétienne, avec une présence rare et limitée, qui expliquerait l'absence de traces archéologiques. Une potentielle dent de cheval de l'âge de pierre a été découverte dans le plateau du Nord du Nigeria, une autre de la même époque dans la province d'Adamaoua, mais ces découvertes sont controversées et mal datées. La tradition orale africaine fait état d'une introduction tardive de cet animal, par les peuples sahariens.

## Époque médiévale

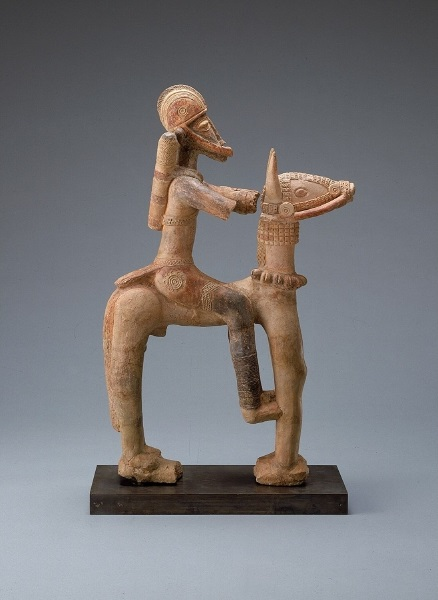
Cavalier militaire du Mali médiéval. Figure en terre cuite trouvée à Djenné (arrière-pays du delta du Niger). XIIIe siècle-XVe siècle.

Reconstituer la diffusion du cheval est difficile en raison de la grande rareté des sources écrites et archéologiques ; Robin Law estime cependant vraisemblable que les migrations de peuples cavaliers depuis les régions désertiques du Sahara aient visé à conquérir des régions au biotope plus favorable, conquêtes rendues possibles par la supériorité militaire de ces cavaliers. Il questionne la théorie la plus couramment admise concernant la formation des États africains précoloniaux, à savoir l'invasion de peuples agriculteurs sédentaires par des cavaliers nomades conquérants.

### VIIIeetIXesiècles: une arrivée transsaharienne
La tradition orale, malgré de nombreuses légendes quant à l'origine des héros cavaliers concernés, confirme la théorie d'une implantation transsaharienne du cheval, les légendes fondatrices des royaumes africains attribuant souvent l'essor de ces derniers, ainsi que l'introduction du cheval, à une migration conquérante depuis des régions situées au Nord-Est.
Le cheval arrive vraisemblablement dans la région du lac Tchad avec l'établissement des nomades sahariens Saifawa dans le Kanem, vers l'an 800. Une preuve archéologique d'usage équin indiscutable est la découverte à Igbo-Ukwu, au Nigeria, de la tombe d'un cavalier du IXe siècle dont la monture porte un masque anti-mouches. Durant ce même siècle, une source écrite évoque le voyage d'un cavalier depuis Tahert jusqu'à la cour d'un roi du « Soudan ». D'après l'ethnologue française Germaine Dieterlen, l'empire du Ghana et l'empire Soninké possèdent d'importantes cavaleries militaires dès le IXe siècle ; durant les deux siècles suivants, tous les royaumes africains occidentaux (Mossis, Wolofs, Haoussas et Peuls) s'appuient sur la cavalerie pour la bataille et la conquête.

### DuXIesiècleauXIIIesiècle: des témoignages sporadiques
D'après Law, les rares témoignages des premiers visiteurs musulmans dans les royaumes du Ghana, de Gao et du Kanem portent vraisemblablement sur de petits chevaux élevés localement, montés à cru avec une bride sans mors.
Au milieu du XIe siècle, Al-Bakri atteste la présence de chevaux caparaçonnés d'or à la cour du roi Soninké ; Al Idrissi décrit la pratique de l'équitation par ce dernier, ainsi qu'à Gao, un siècle plus tard. Au XIIIe siècle, Ibn Saïd relate l'existence d'élevages équins à l'extrême Ouest de l'Afrique, notamment à Tekrour ainsi que chez les Toucouleurs et dans la région de Kanem. D'autres traditions, compilées tardivement, assurent de la possession de nombreux chevaux par les dynasties royales africaines.
À partir des XIIIe et XIVe siècles, d'après Robin Law, une nouvelle tradition d'usage du cheval se développe en Afrique de l'Ouest subsaharienne, en s'appuyant sur le savoir technique des peuples musulmans et sur des importations de montures d'Afrique du Nord de race Barbe et Arabe, de plus grande taille. L'usage du mors, de la selle, des étriers et le port de protections sur le cheval se répandent,. D'après Law, ce sont ces innovations qui font de la cavalerie une force politique permettant la constitution des royaumes et empires en Afrique de l'Ouest subsaharienne ; la cavalerie remplace l'infanterie comme force militaire dominante. Cela fait également des propriétaires de chevaux et cavaliers militaires une classe sociale de nobles.

### XIVesiècle: cavalerie de l'Empire du Mali

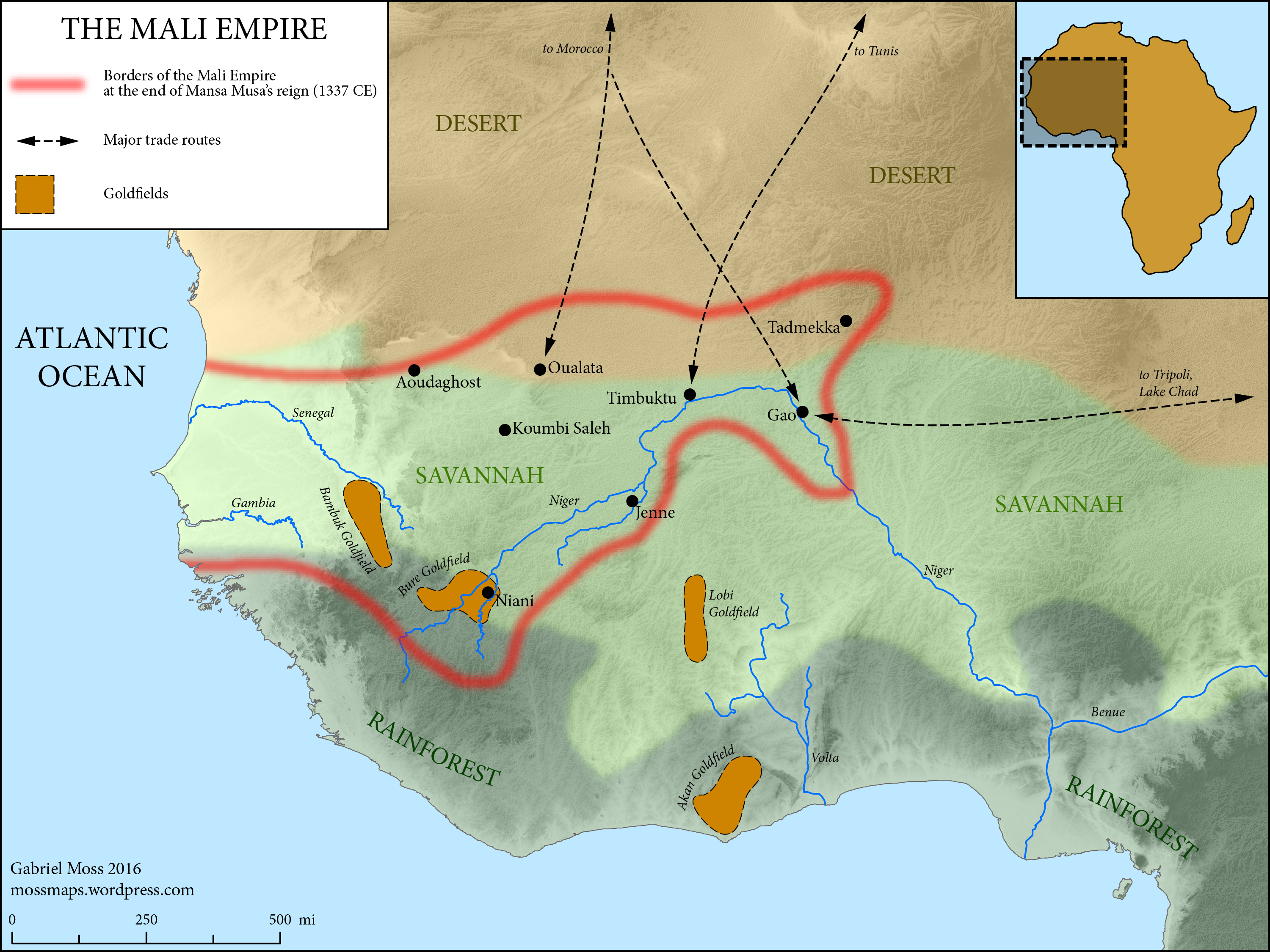
Frontières de l'Empire du Mali à la fin du règne de Mansa Moussa, vers 1337.

La tradition orale crédite le fondateur de l'Empire du Mali, Soundiata Keïta, d'un usage de la cavalerie militaire au XIIIe siècle. Une attestation plus fiable réside dans les témoignages écrits d'Al-'Omari et d'Ibn Battûta, vers 1340 et 1350, qui confirment la présence importante de chevaux au royaume du Mali, ainsi que le commerce de cet animal depuis l'Afrique du Nord,. Ibn Battûta décrit notamment des chefs militaires cavaliers, ainsi que des conflits entre le Mali et un peuple cavalier, peut-être les Mossis, qui ont attaqué Tombouctou dans les années 1330. Il précise aussi qu'un cheval coûte extrêmement cher dans la région de Tombouctou, et se vend en monnaie d'or (mitqal), contre environ 400 grammes d'or. Al-'Omari décrit une équitation d'inspiration arabe, avec l'habitude de se mettre en selle par le pied droit, ainsi que la présence d'immenses troupeaux de chevaux et d'une cavalerie d'environ 10 000 hommes,. Cette cavalerie malienne est cependant stoppée dans son expansion vers le Sud par la présence de la mouche tsé-tsé.
En combinant ces témoignages avec les sources relatives à l'extraordinaire richesse du roi Mansa Moussa, il est vraisemblable que les ressources en or dans l'empire du Mali permettaient l'achat de chevaux du Maghreb. Ibn Kathir relate la réception de Mansa Moussa, parti en pèlerinage vers La Mecque, par le sultan An-Nâsir Muhammad ben Qalâ'ûn : Mansa Moussa a offert 50 000 dinars or, et Muhammad ben Qalâ'ûn a honoré son invité en lui offrant un cheval blanc paré d'une housse jaune, ainsi que d'autres chevaux et des chameaux.

### XVesiècle: empire d'Oyo et Mossis

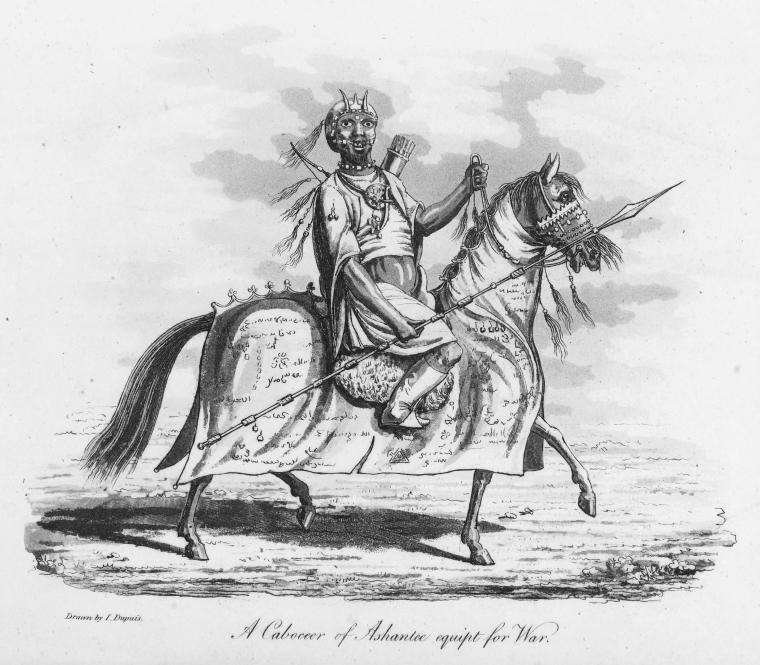
Un caboceer (chef) de l'empire Ashanti à cheval.

Le cheval est vraisemblablement introduit chez les Yorubas à partir du Bornou et d'invasions de cavaliers Mossis, Gurmas et Dagombas. Le roi fondateur Yoruba est représenté à cheval, de même que le roi Gan. L'empire d'Oyo, fondé par les Yorubas dans l'actuel Nigeria au XVe siècle, domine le territoire de l'Ouest de l'actuel Nigeria grâce à sa cavalerie. Il s'agit d'une implantation d'élevage équin située bien plus au Sud que toutes les autres régions d'élevage du cheval à l'époque.
Aux XVe et XVIe siècles, la société mossi se constitue lorsque les envahisseurs cavaliers Dagombas se mêlent aux populations autochtones du nord du Ghana. L'empire du Moro Naba est dès lors porté par sa cavalerie fournie par ses nobles. Au XVe siècle, les Mossis ravagent Tombouctou au terme d'une expédition à cheval qui devient célèbre.
Dans la Côte de l'Or, au XVe siècle, le cheval a de l'importance notamment au sein du royaume de Bono. Il s'agit soit de son usage pour le transport de marchandise, soit du signe de distinction qu'il représente. En effet, les chevaux sont réservés aux nobles et aux rois. Cette pratique persistera par la suite dans l'Empire ashanti qui réserve l'utilisation d'un cheval aux caboceer (chef) et aux hene (rois) lors des affrontements militaires. L'usage ne pouvant être généralisé à cause des maladies causées par la mouche tsé-tsé.

## Contacts et commerce avec les Portugais

Royaumes constituant l'empire du Djolof au moment des contacts commerciaux avec les Portugais, sur les côtes.

Les navigateurs portugais, qui atteignent les côtes africaines sub-sahariennes par l'océan Atlantique durant la seconde moitié du XVe siècle, y décrivent la présence de chevaux. L'empire du Djolof, établi sur le fleuve Sénégal près de Tekrour, dispose de quelques chevaux acquis grâce au commerce avec les peuples africains du désert. En 1445, le Vénitien Alvise Cadamosto, en mission pour le Portugal, décrit des cavaliers derrière l'île d'Arguin, qui montent à la façon des Maures. Il signale aussi la grande rareté de ces animaux, tant en raison de l'aridité qu'en raison de la maladie. Il précise que la nourriture équine est composée de feuilles de fèves coupées et séchées, ainsi que de millet.
Avec cette arrivée d'Européens par les côtes, le commerce du cheval en Afrique de l'Ouest accompagne celui des esclaves africains dans le cadre du commerce triangulaire et devient surtout le fait des Portugais,. En 1455 et 1456, Cadamosto vend des chevaux d'Espagne au royaume du Cayor, au sud du fleuve Sénégal, contre cent esclaves.
Les Portugais s'imposent comme fournisseurs de chevaux auprès du roi Djolof, ce qui fait passer l'effectif de la cavalerie militaire Djolof à 8 000 ou 10 000 chevaux durant les années 1510. Ils fournissent également l'empire du Mali en chevaux dès la fin du XVe siècle. Le port de commerce habituel des Portugais semble avoir été l'embouchure de la rivière Geba, dans l'actuelle Guinée-Bissau ; les autres points de commerce sont en Sénégambie.

## De la Renaissance jusqu'à l'époque coloniale

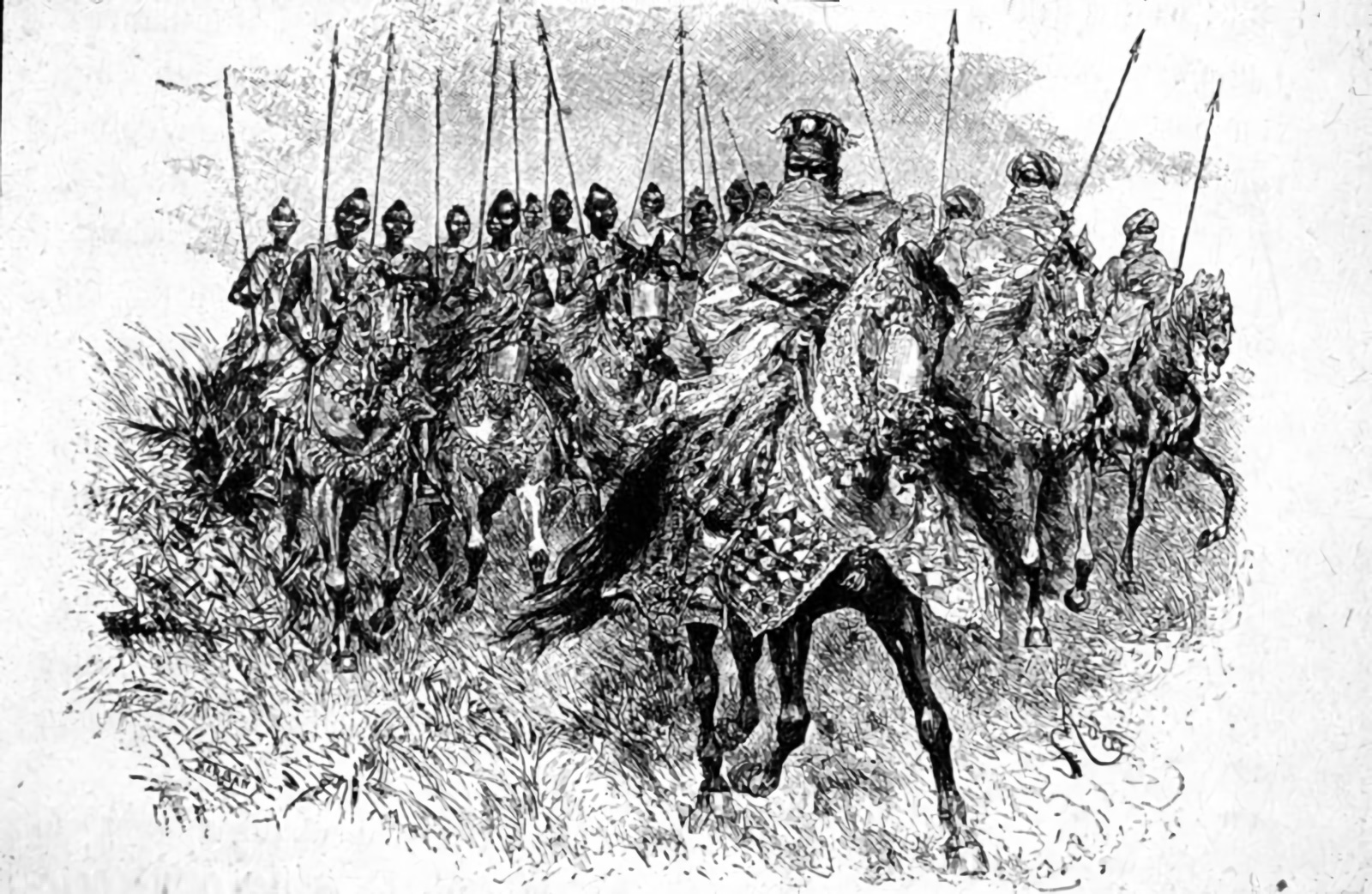
Cavalerie Mossi vers 1890.

La situation à l'intérieur des terres reste méconnue jusqu'au XIXe siècle, en raison d'absence de sources. Omar Coulibaly souligne l'existence, dans le Nord du Bénin, le Togo et le Burkina Faso actuels notamment, d'une race de petits chevaux mesurant entre 1,30 m et 1,35 m (soit la taille d'un poney), qui a « sans doute contribué à façonner la géographie de peuplement d'une partie de l'Atakora », mais dont l'origine exacte reste méconnue.
D'après Léon l'Africain, les chevaux sont nourris différemment selon leur race : le Barbe mange de l'orge, tandis que l'Arabe reçoit du lait de chamelle. Il signale la grande rareté et la valeur très précieuse de ces animaux lors de son séjour à Tombouctou en 1512 : un cheval arabe capable de battre un oryx à la course était estimé valoir cent dromadaires. Il décrit la présence de chevaux, animaux de guerre par excellence, au Bornou, dont l'armée a soumis les Sao, les Toubous et les Touaregs grâce à sa cavalerie sous le règne de l'empereur Idriss Alaoua ; le cheval sert de monnaie d'échange contre les esclaves.
D'après Raymond Mauny, le prix d'un cheval au XVIe siècle est en moyenne de 7 à 15 esclaves sur les côtes du Sénégal et de 15 à 20 esclaves au Bornou. Ces échanges commerciaux cheval-esclave se poursuivent jusqu'au XIXe siècle, notamment chez les Mossis. La possession d'une cavalerie facilite en retour la capture d'esclaves.
Le prix d'un cheval tend à décroître jusqu'au XIXe siècle. Parallèlement, la cavalerie militaire se diffuse vers le sud de l'Afrique, atteignant le territoire du Cameroun. L'expansion des royaumes africains subsahariens vers le Nord est limitée par l'usage de plus en plus répandu des armes à feu, qui se diffusent à partir du XVIe siècle. Le cheval reste cependant une arme militaire tactique importante dans les savanes, jusqu'au milieu du XIXe siècle
D'après l'historien nigérian J. F. Ade Ajayi (en), les attaques menées à la fin du XVIIIe siècle par les Kadirawas (réformistes musulmans) contre les pasteurs Fulbé (Peuls) pour s'emparer de leurs troupeaux créent une opposition interne dans le Royaume du Kanem-Bornou, qui mène à un conflit généralisé. L'État utilise une cavalerie lourde, qui tombe facilement face aux lanciers et aux archers des réformistes. L'Empire de Sokoto (1804-1897) fondé après la révolte Peule en 1804 a, lui aussi, pour principale force militaire sa cavalerie. Les Peuls poussent leur djihad monté jusqu'à l'Adamaoua, au centre du Cameroun, où ils sont arrêtés par la forêt tropicale.

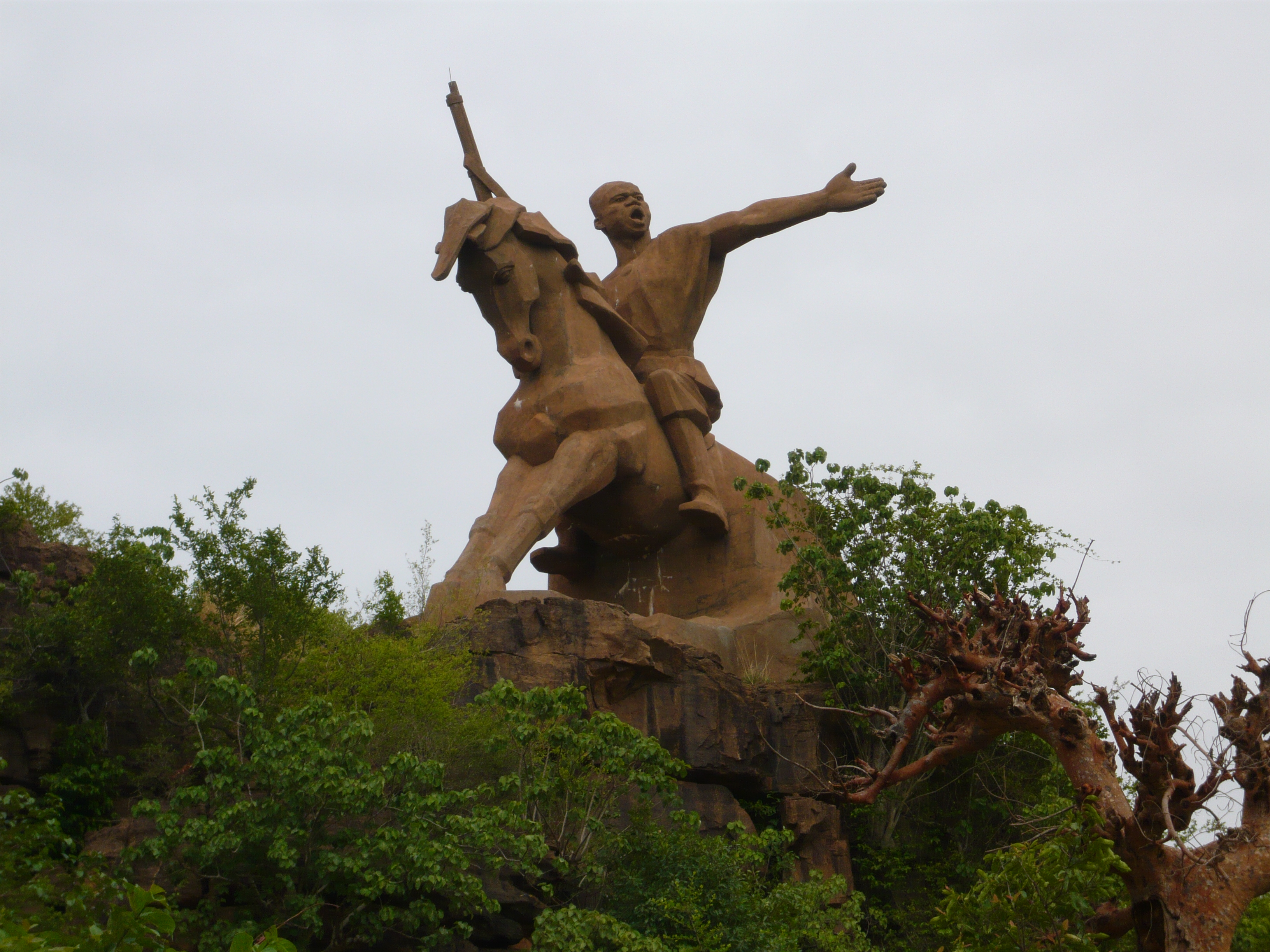
Sofa de Samory-Woyowoyanko à Bamako.

L'empire peul du Macina dispose d'une armée d'environ 10 000 cavaliers. Les Peuls et les Gourmantchés nomades se combattent à cheval, entre autres pour prendre le contrôle du territoire de Yagha. Parmi les dernières razzias à cheval connues avant l'époque coloniale, celles de Samory Touré avaient pour objectif de réduire des prisonniers de guerre en esclavage afin de les utiliser comme monnaie d'échange contre les chevaux dont il avait besoin pour résister à l'armée française.

## À l'époque coloniale

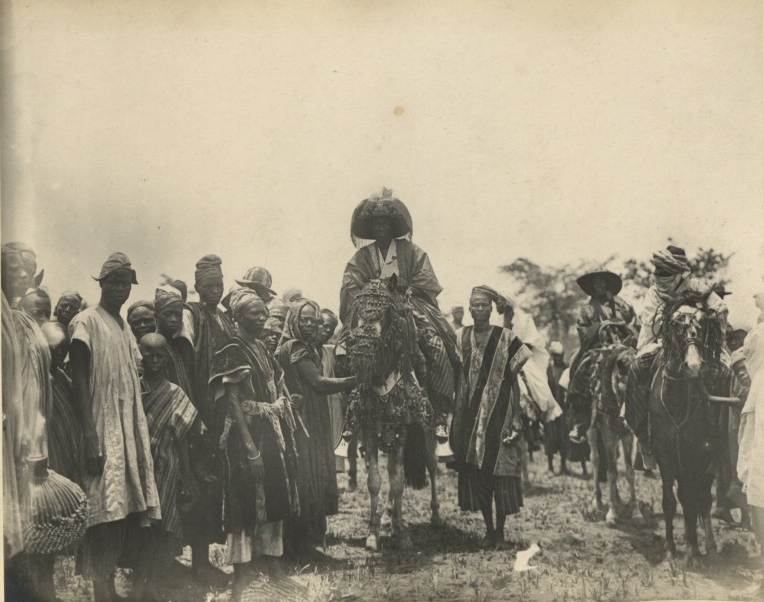
Le chef Aladin Oyo, vers 1910.

Avec la colonisation européenne de l'Afrique de l'Ouest, le cheval et les traditions équestres perdent en importance pour les populations locales. Cette époque voit la décadence des cavaleries militaires en raison de la généralisation des armes à feu, qui entraîne une supériorité des fusiliers sur les cavaliers. De plus, l'administration coloniale empêche les batailles et les escarmouches entre tribus, sur lesquelles la culture équestre ouest-africaine était bâtie. Cependant, l'armée française n'hésite pas à recruter des cavaliers sénégalais, puis également toucouleurs, formant les escadrons de Spahis sénégalais et soudanais.
De la fin du XIXe siècle jusqu'au milieu du XXe siècle, l'armée française prélève régulièrement les meilleurs chevaux d'Afrique-Occidentale française pour ses propres besoins, ne laissant aux habitants locaux que les animaux les plus petits.

## Depuis l'indépendance auXXesiècle

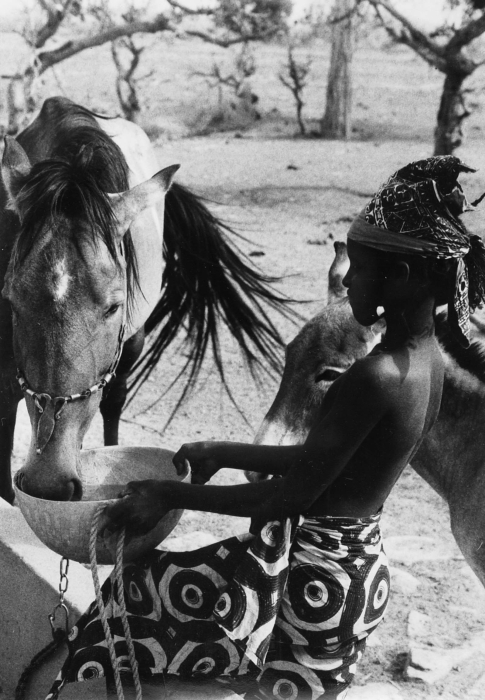
Femme peule abreuvant un cheval et un âne au Burkina Faso, en 1974.

Si le cheval a perdu son rôle militaire, il conserve une fonction culturelle en qualité d’animal de prestige et signe extérieur de richesse, ce qui lui vaut d'être possédé par des chefs ou de riches marchands.
Dans les années 1980, le président du Niger Seyni Kountché remet une dizaine de petits chevaux en cadeau diplomatique au président togolais Gnassingbé Eyadema, qui les utilise pour créer un régiment monté. Au Sénégal, les spahis sénégalais coloniaux sont devenus en 1960 la « Garde rouge », unité montée de cérémonie.
Les agences de voyages occidentales proposent de plus en plus de circuits de randonnée de tourisme équestre en Afrique de l'Ouest depuis la fin du XXe siècle, notamment au Sénégal, au Burkina Faso, et au Togo (à l'instigation de Jean-Louis Gouraud en 1989).

## Pratiques

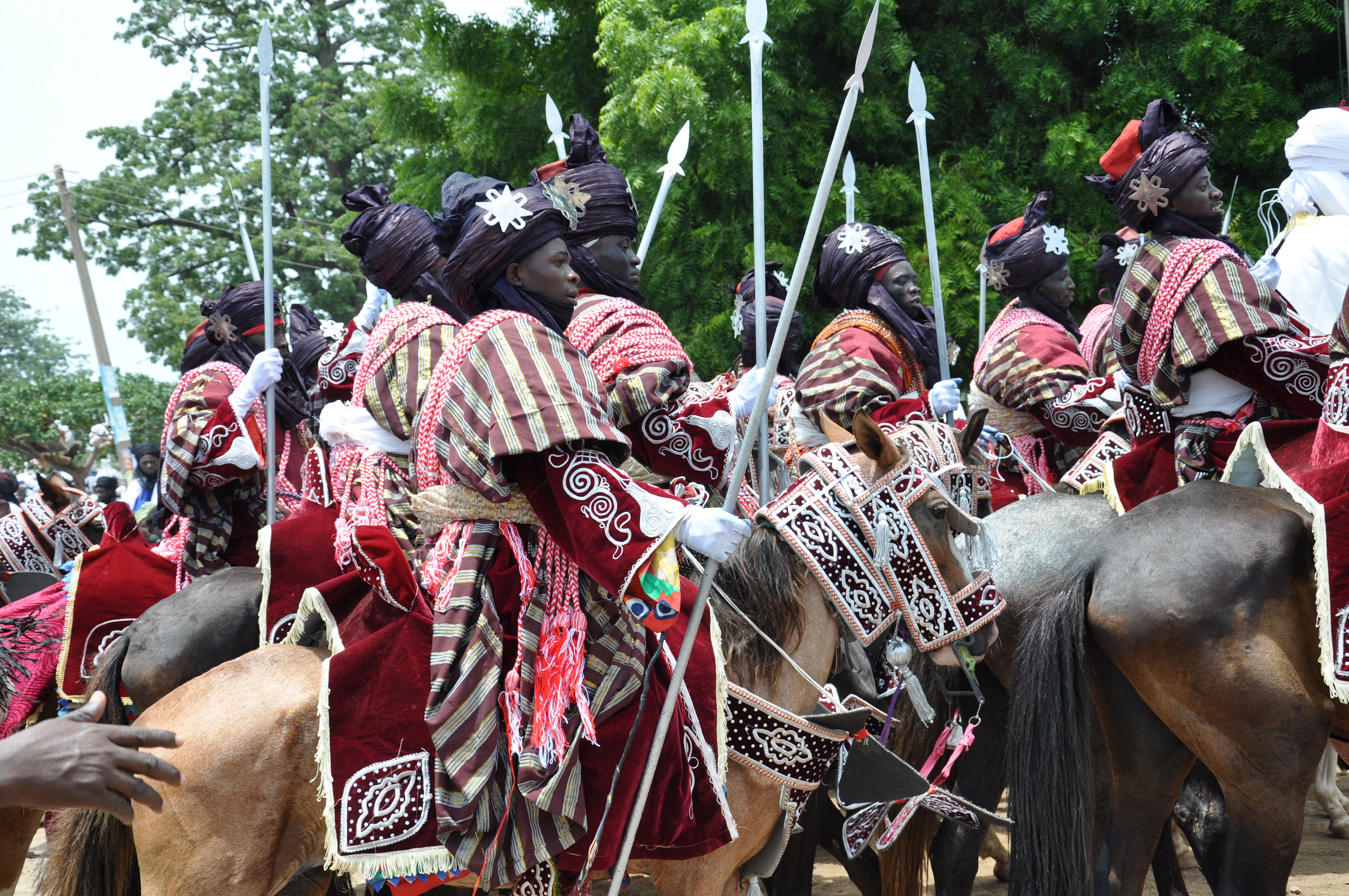
Cavaliers Hausas pendant le festival du Durbar, au Nigeria.

Historiquement, le cheval ne semble pas avoir été utilisé au bât ni à la traction en Afrique de l'Ouest subsaharienne, probablement en raison de son coût et de son association à la noblesse. Ces fonctions sont dévolues à l'âne. L'usage du char est probablement resté inconnu, le cheval ayant vraisemblablement été monté depuis son introduction transsaharienne.
Il arrive que des griots musiciens se déplacent de village en village à cheval.

### Cavalerie lourde
D'après l'anthropologue britannique Jack Goody, la cavalerie lourde ne s'est jamais développée en Afrique « en raison de la faible base économique qui empêchait l’accumulation de capital nécessaire ». D'après Michel Cuingnet, président de la Société des Amateurs de l'Art Africain, au contraire, plusieurs royaumes africains ont développé une cavalerie lourde caractérisée par un bardage du cheval et du cavalier par du tissu, du cuir et du métal. Une forme de survivance de ces cavaleries lourdes historiques se retrouve chez les Moudangs, qui paradent sur des chevaux caparaçonnés et décorés de motifs. Il existe une certaine ressemblance entre cette cavalerie lourde africaine et la cavalerie lourde occidentale du Moyen Âge.

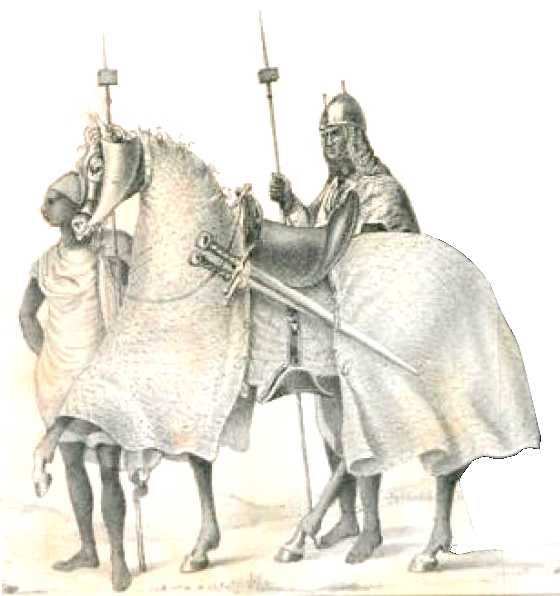
Cavalerie lourde du Soudan, d'après un dessin de M. Machereau, vers 1845.
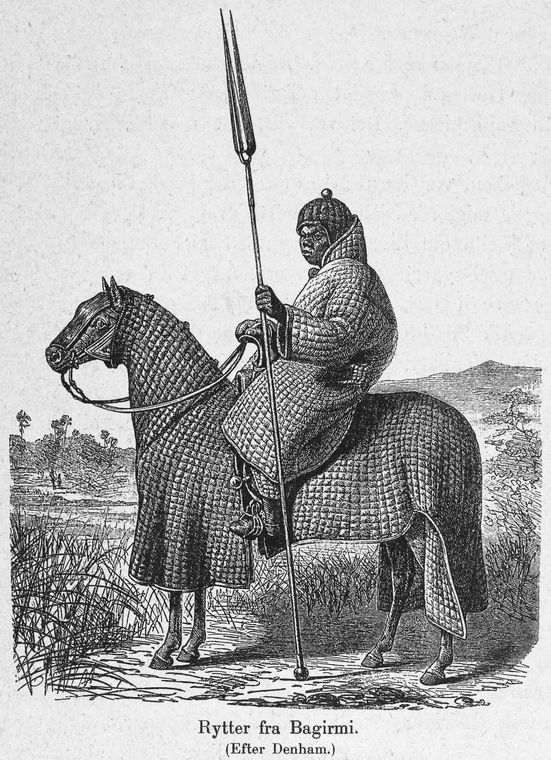
Cavalier Bagirmi, 1901
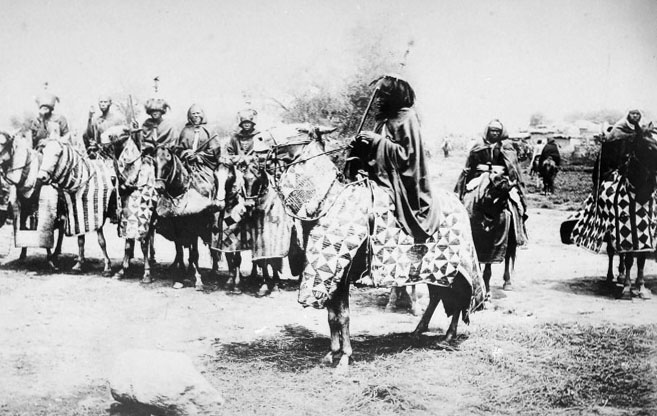
Cavaliers Moudangs, vers 1905-1907
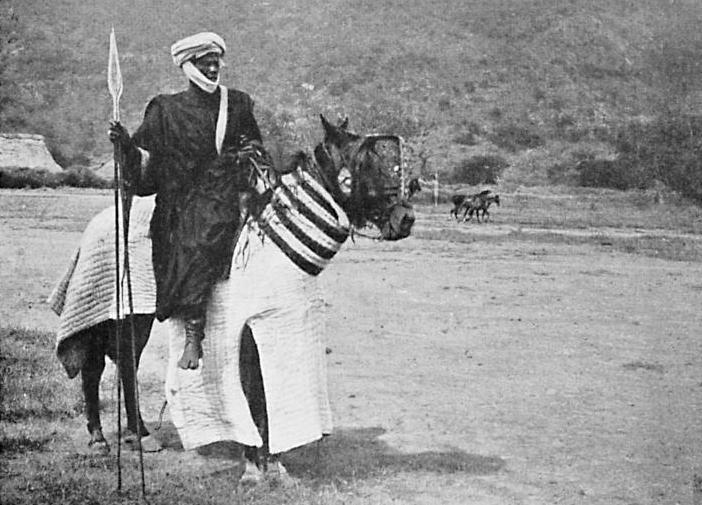
Cavalier arabe du Dékakiré sur un cheval caparaçonné, 1918

J. F. Ade Ajayi décrit la cavalerie d'État du royaume du Kanem-Bornou, à la fin du XVIIIe siècle, comme une cavalerie lourde. Le géographe Christian Seignobos décrit des chevaux recouverts de caparaçons de coton, avec des plaques métalliques sur le chanfrein et le poitrail, et des tabliers en cuir clouté, en cuivre ou en argent. La fonction du caparaçon est de protéger le cheval des flèches et des javelines (en particulier empoisonnées). Seignobos précise que les cavaliers peuls en armure (labbojos) étaient hissés en selle par des serviteurs.

### Tactiques militaires mises en œuvre
La cavalerie malienne décrite par Ibn Battûta est armée de dards et de sagaies à lancer, ainsi que d'un cimeterre mauresque et de boucliers ronds. Elle recourt à la charge à cheval, puis lance les dards et les sagaies lorsqu'elle est à portée. Toujours d'après Battuta, son objectif est de blesser l'ennemi plutôt que de le tuer, afin d'en faire des esclaves.

### Fêtes et parades
Depuis la fin de l'usage militaire du cheval, l'Afrique sahelienne a en commun la présence de ces animaux lors de fêtes et de parades, tant au Tchad qu'au Niger, au Burkina Faso, au Mali et dans le Nord du Cameroun. Au Mali, en cas d'occasion festive, les cavaliers « se livrent à des jeux équestres au son des tambours jusqu'au dernier tiers de la nuit ».

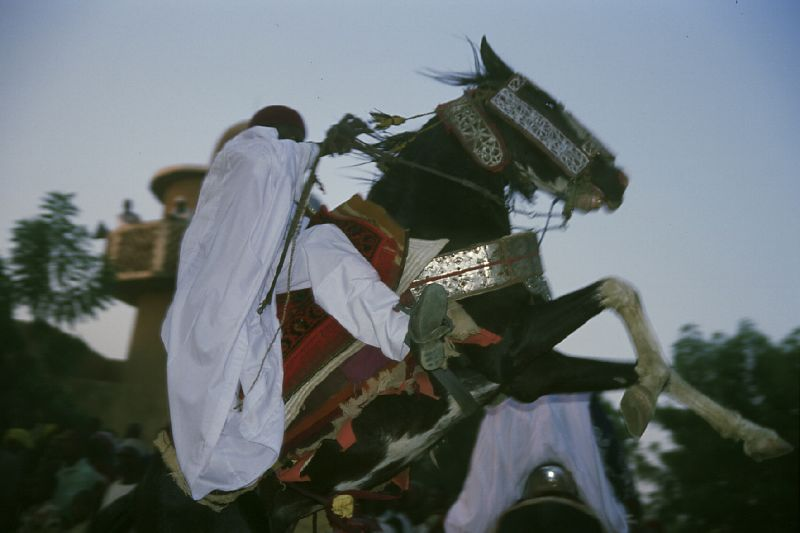
Cavalier Hausa pendant la fête de Ramadan, au Niger.
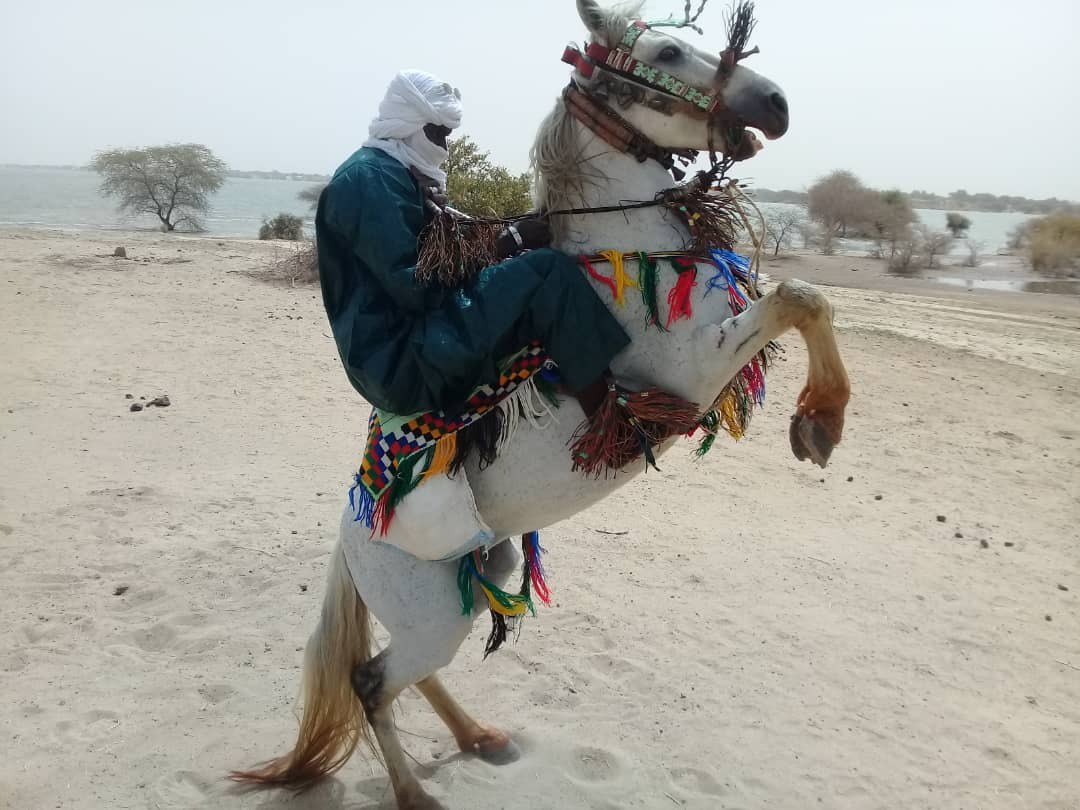
Cavalier malien en tenue traditionnelle sur un cheval gris, dont les membres sont teintés au henné.
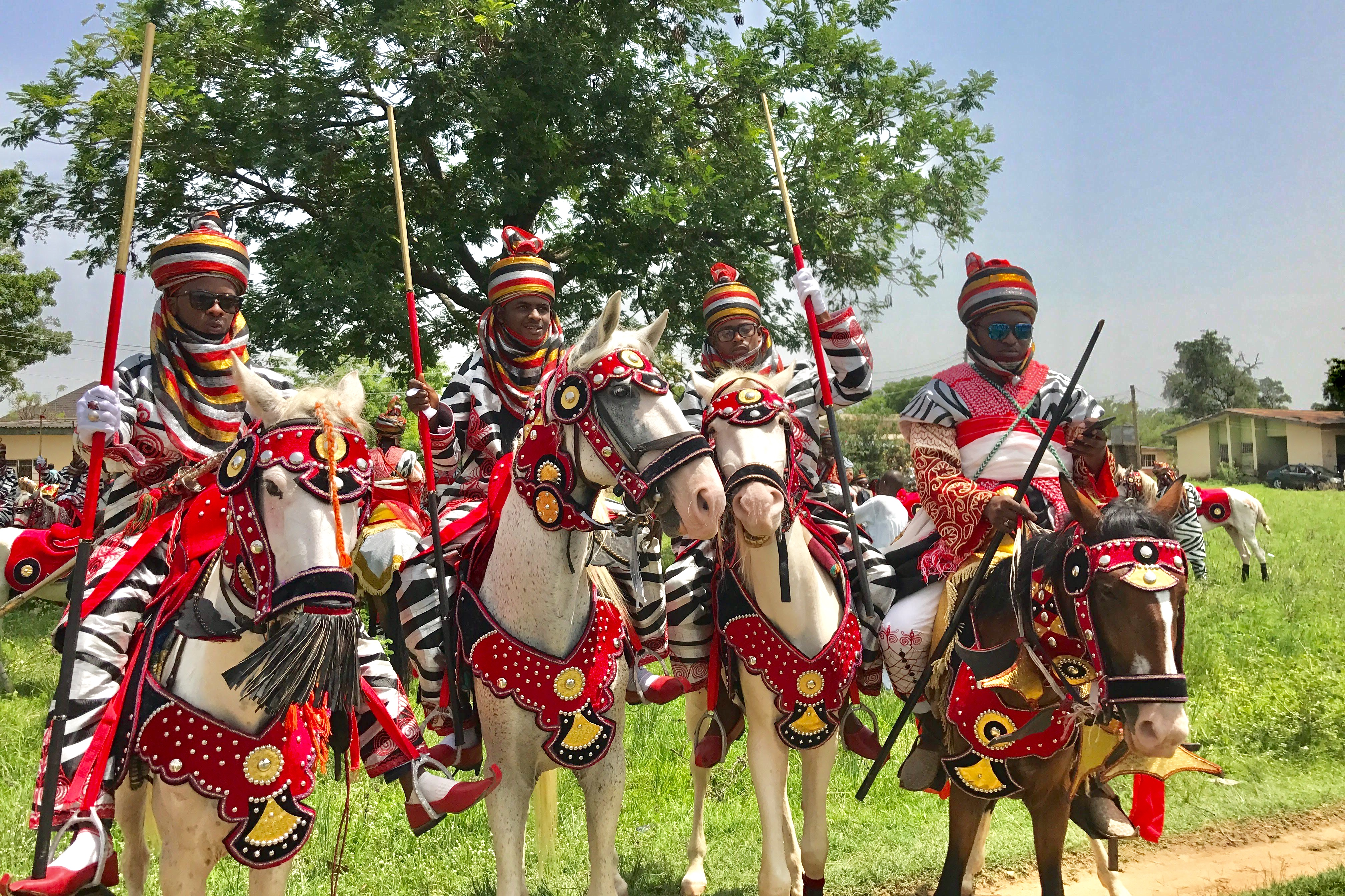
Groupe de cavaliers pendant le festival du Durbar, au Nigeria.
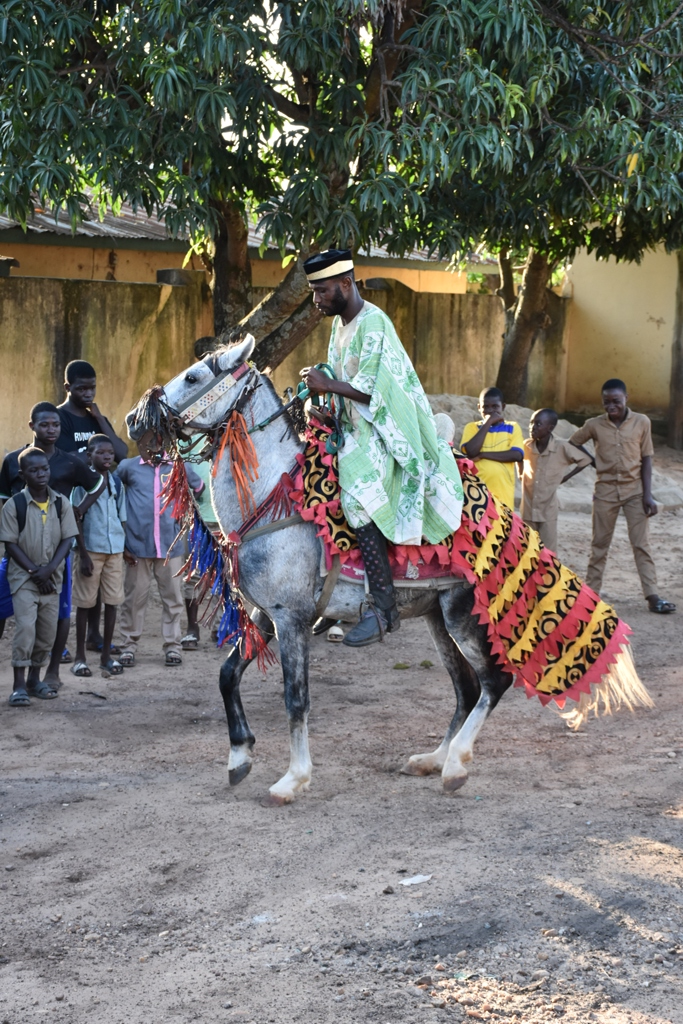
Cavalier Tem pendant la fête d'Adossa, au Togo.
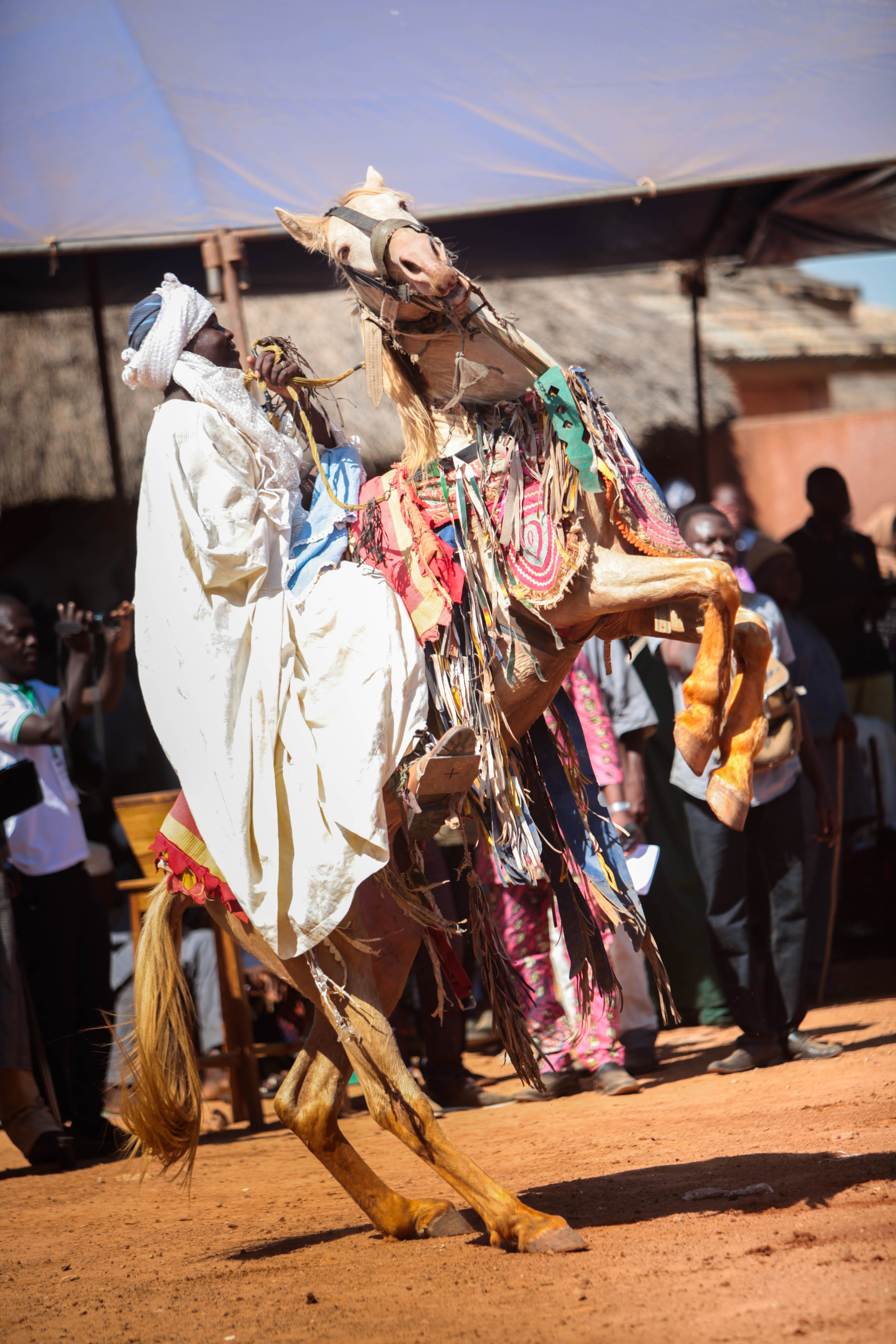
Cavalier participant à la fête de la Gaani à Nikki, au nord du Bénin.

En Pays bamiléké, le cheval est utilisé comme animal de parades lors des funérailles, et jamais comme animal de bât.

### Développement du tourisme équestre

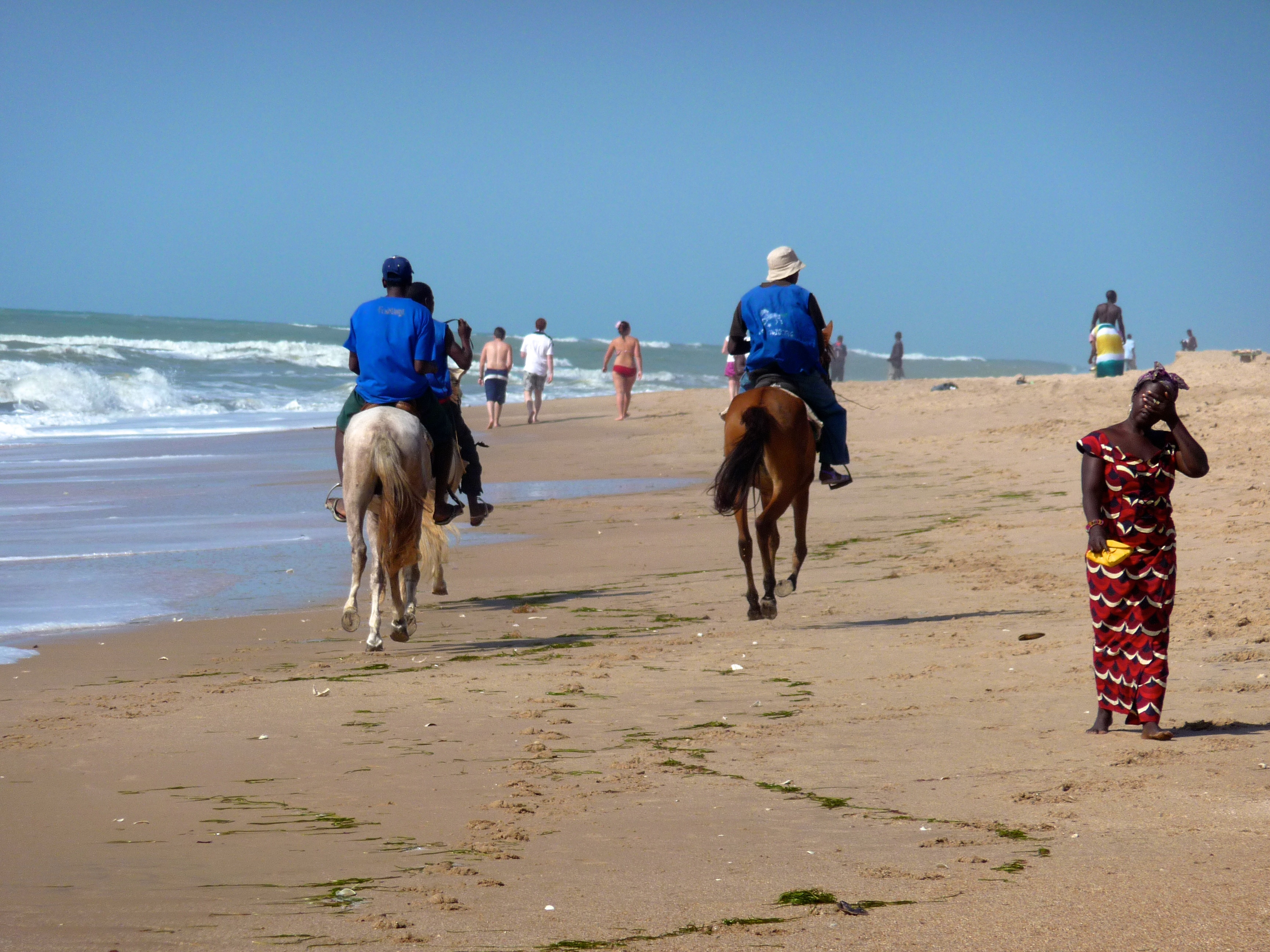
Cavaliers sur une plage de Gambie.

Depuis la fin du XXe siècle, les Africains des régions touristiques, notamment des plages (entre autres togolaises), peuvent proposer des promenades à cheval.

## Sociologie de l'élevage
L'élevage et l'entretien de chevaux dans l'environnement ouest-africain posent des problèmes logistiques considérables.
Seuls les plus riches ont les moyens d'élever et d'entretenir un ou plusieurs chevaux. Ces riches éleveurs deviennent d'une importance stratégique pour les États ouest-africains, ce qui leur permet souvent de réclamer une autorité politique. Law et Goody estiment qu'à quelques exceptions près, les États utilisant la cavalerie adoptent des organisations politiques moins centralisées que les États utilisant des armes à feu. Pour Law, « l'utilisation des chevaux dans la guerre avait tendance à renforcer le pouvoir des chefs contre celui du roi » ; il estime donc que les chevaux sont « au moins en partie responsables de la persistance de structures politiques relativement décentralisées dans les zones de savane d'Afrique de l'Ouest ».
À partir de la fin du XVIe siècle, le cheval n'est plus simplement importé depuis l'Afrique du Nord, des points d'élevage s'établissant dans le Soudan occidental, pour un commerce vers le Sud.

### Mode d'entretien

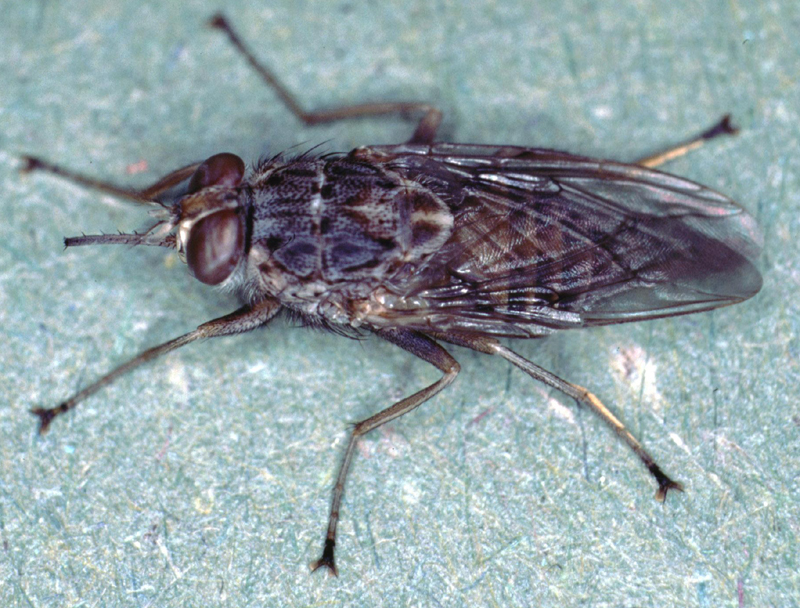
La mouche tsé-tsé (Glossina sp.), vecteur de trypanosomes mortels pour les chevaux.

D'après Law, l'entretien d'un seul cheval à l'époque des grands empires africains précoloniaux requiert deux ou trois esclaves à temps plein, chargés de collecter et d'apporter la nourriture équine. En effet, durant la saison sèche, la nourriture est rare. Ces chevaux militaires sont gardés à l'écurie dans les villes. D'après Gouraud, dans le Royaume bamoun, jusqu'au début du XXe siècle, les soins aux chevaux sont confiés à de jeunes filles rigoureusement choisies, surnommées les « servantes du cheval ».
Le principal frein à l'élevage du cheval est la présence de la mouche tsé-tsé durant la saison des pluies,. La mouche tsé-tsé et d'autres insectes parasites d'Afrique tropicale font que l'espérance de vie d'un cheval est de seulement deux ans en moyenne dans les régions infestées (généralement à partir du 11e parallèle nord), après quoi la monture meurt de la trypanosomase africaine ou d'une maladie similaire. Ce fait explique pourquoi il était économiquement peu intéressant d'implanter un élevage local, et plus courant de poursuivre les importations depuis des régions situées plus au Nord. En Afrique tropicale, il est parfois nécessaire de mettre en place des mesures de protection des chevaux contre les piqûres d'insectes.

### Races élevées

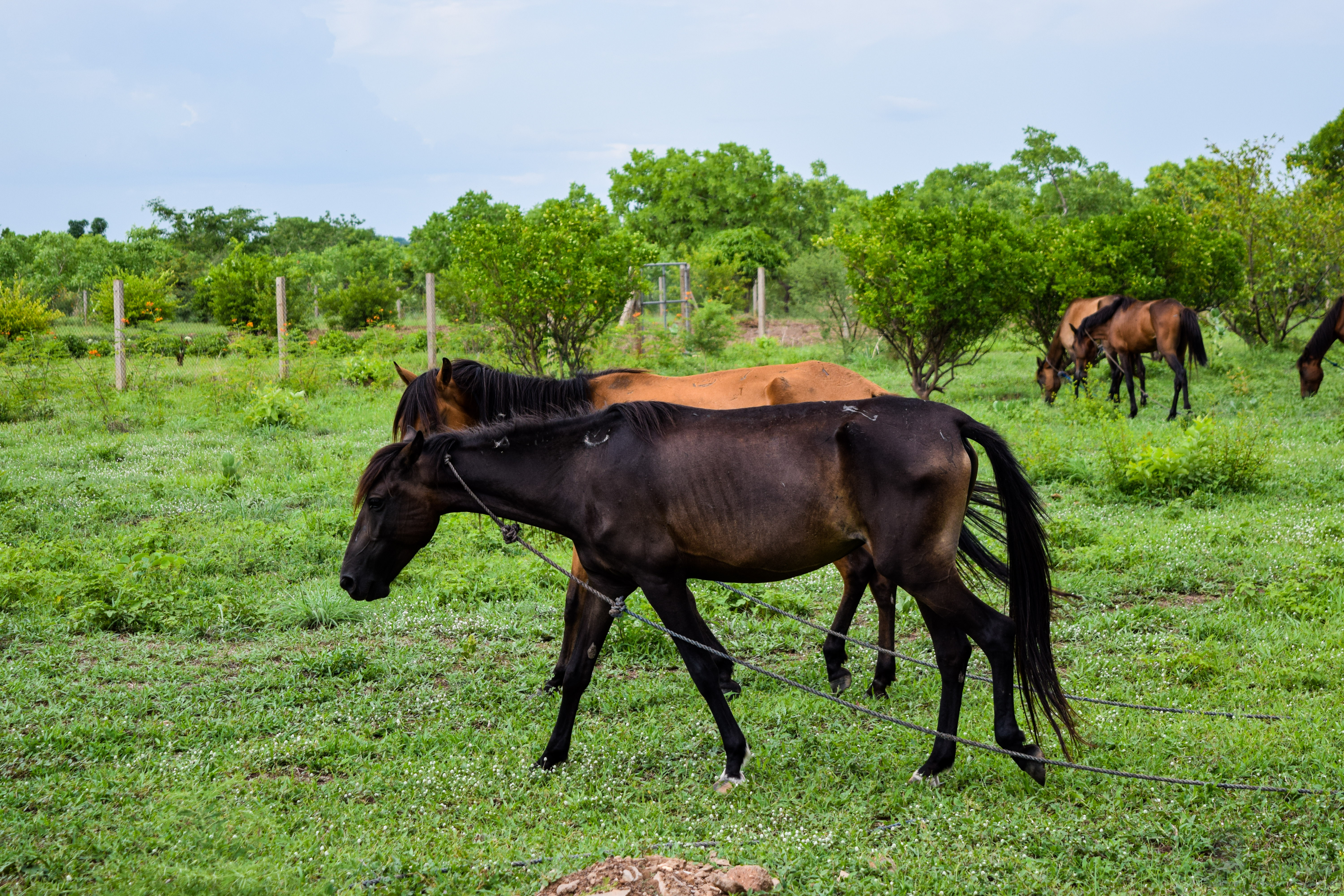
Chevaux de race locale dans le ranch de Tagatatatou à Dassari (Tanguiéta) au Bénin

À cause d'un cheptel très hétérogène, la classification des races de chevaux africaines est notoirement difficile.
Camille-Isidore Pierre distingue, en 1906, sept races potentielles de chevaux ouest-africains : le cheval maure (Barbe), le Bélédougou, le Macina, le Kasso, le Cayor, le Djerma et le Koto-koli. Lors de l'exposition coloniale internationale de 1931, trois grands types de chevaux ouest-africains sont répertoriés : le Barbe ou Arabe-barbe d'origine nord-africaine, le Dongola, et le poney, dont il existe différentes races telles que le Logone, le Koto-koli et le Koniakar.
Le géographe Christian Seignobos insiste sur le fait que les grands chevaux d'origine Barbe et Arabe utilisés pour la cavalerie des royaumes africains sont tous sensibles aux trypanosomes, au contraire des poneys sobres présents plus au sud, notamment au Togo et dans la région de Bauchi, qui sont probablement implantés depuis plus longtemps. Ces poneys sont élevés par des populations non musulmanes, et ont pu sporadiquement être utilisés pour la guerre, notamment dans le Grassland camerounais.
Jean-Louis Gouraud décrit les chevaux togolais (en 2002) comme assez petits, de profil de tête busqué, et portant des robes très diverses. Les chevaux du Ghana moderne, issus de croisements occidentaux, sont recherchés dans toute l'Afrique de l'Ouest, jusqu'au Bénin.

## Culture

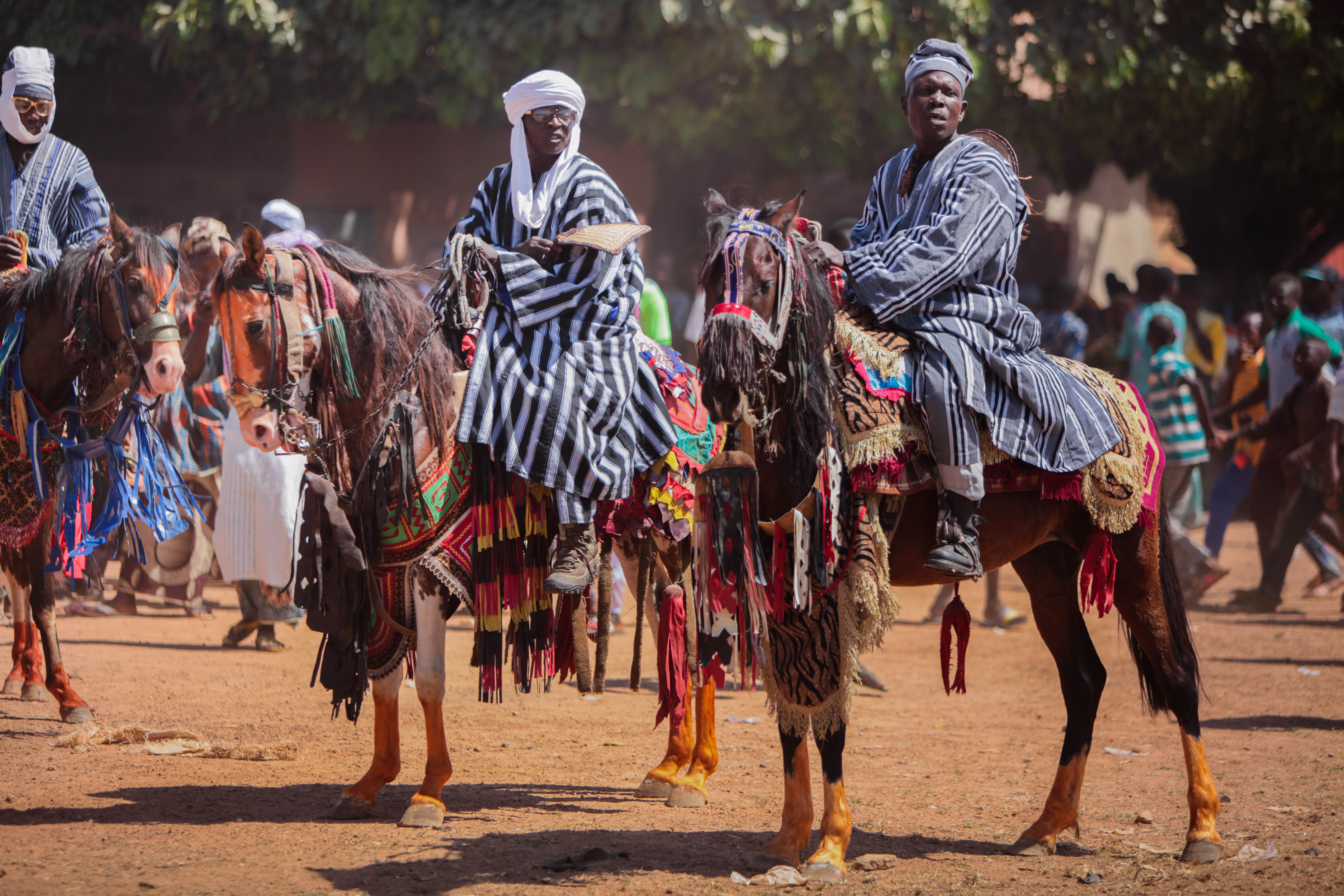
Cavaliers à la fête de la Gaani, dans le nord du Bénin.

Le rôle joué par le cheval en Afrique de l'Ouest est à la fois militaire et culturel, l'animal symbolisant l'autorité et le statut social. Selon Michel Cuingnet, le prestige social, l'honneur et le pouvoir conférés par la propriété d'un beau cheval sont attestés « par tous les chroniqueurs arabes de l'histoire de l'Afrique occidentale du XIe siècle au XVIe siècle ». D'après l'administrateur colonial français François-Victor Équilbecq (1913), les Torodos (Peuls) aiment leur cheval au point de lui donner un nom comme à une personne.
D'après Jean-Louis Gouraud, le patrimoine équestre d'Afrique subsaharienne est désormais menacé de disparition, car les cérémonies équestres coutumières ont tendance à disparaître.

### Croyances
Le cheval est associé à diverses croyances, et à des divinités africaines.
En 1455, le Vénitien Cadamosto décrit des rituels prophylactiques pratiqués lorsque le roi acquiert un cheval : ils se composent de fumigations, de paroles sacrées, puis le cheval est enduit d'un onguent, avant de rester enfermé entre 15 et 20 jours avec des amulettes suspendues à l'encolure, contenant des versets du Coran : ce traitement est réputé mieux le préparer au combat.
Au Bénin et au Ghana, la divination fait appel à des génies cavaliers, particulièrement chez les Ewes, les Fantis et les Adas. L'ethnologue Germaine Dieterlen a observé que les Kwore (ou Kore), initiés Bambaras, connaissent un rituel pour appeler la pluie, dans lequel ils enfourchent un cheval de bois symbolisant les montures ailées de leurs génies luttant contre ceux qui veulent empêcher l'eau régénératrice de tomber du ciel. Les Kwore utilisent aussi une canne à tête de cheval dans le cadre du parcours rituel de l'homme Bambara, et un masque de cheval dans leurs pantomimes. La danse du cheval qui l'accompagne « symbolise la lutte de l'homme pour accéder à la connaissance et sa quête de l'immortalité ».
Selon Vincent Monteil (1971), les Wolofs de Dakar (Sénégal) croient que, pendant les nuits de ramadan, un génie de la presqu'île du Cap-Vert se déplace sous forme de cheval blanc pour empêcher les croyants de s'amuser un jour de prière. Amadou Hampâté Bâ cite une croyance peule : il était d'usage de soigner un cheval souffrant de coliques en demandant à une femme de l'enjamber, mais celles qui n'avaient pas été fidèles à leur mari l'évitaient, car une mort violente leur était promise.

#### Mythologie et divinités

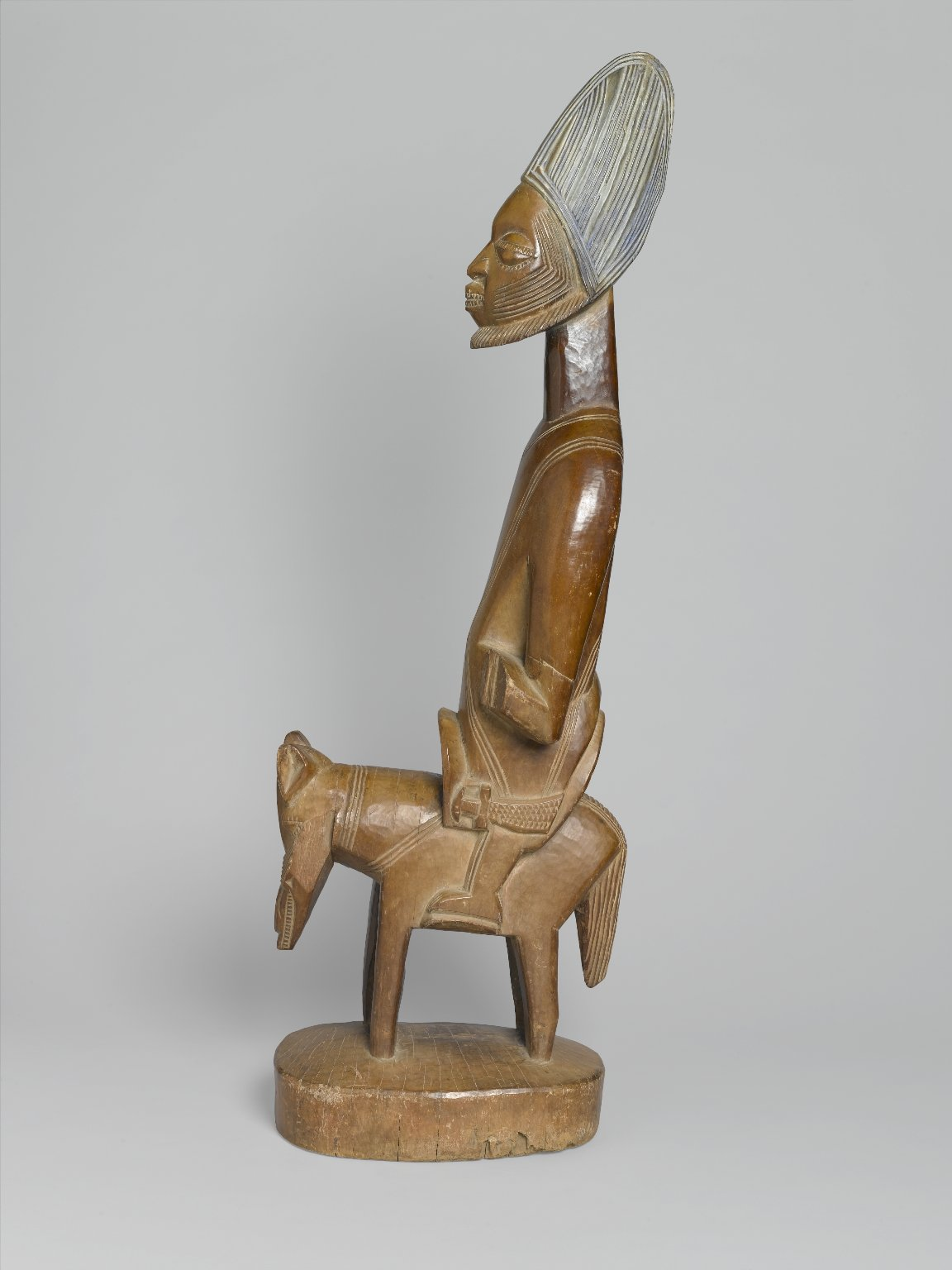
Le dieu Shangô à cheval, d'après une sculpture Yoruba du début du XX.

Le dieu de la foudre Shangô (vénéré par les Yorubas) a pour monture habituelle un cheval.
Quand sa femme, la fille du roi des Nupe, mourut, il demanda à son beau-père de lui envoyer un cheval pour le sacrifier à l'esprit de sa femme. Aimé Césaire décrit Shangô comme un « dieu-diable nègre » dans sa pièce Une tempête : 

« Shango est l'ameteur de pluies
Bien enveloppé il passe dans son manteau de feu
Des pavés du ciel le sabot de son cheval
tire des éclairs de feu
Shango est un grand cavalier
Shango Shango ho ! »

— Aimé Césaire, Une tempête
Le cheval est aussi très présent dans la mythologie et la cosmogonie des Dogons. Selon l'ethnologue Germaine Dieterlen, le Nommo, divinité Dogon, est parfois représenté sous forme de cheval ou comme un cavalier. De plus, une fois descendu sur Terre, il a utilisé une arche qui s'est métamorphosée en cheval : c'est le plat des ancêtres « Aduno-Koro ». Le chef religieux Dogon (Hogon), incarnation de l'autorité politique, est associé au cheval à travers les bijoux et sculptures.

#### Sacrifice et inhumation du cheval
Plusieurs royaumes africains de l'Ouest ont pratiqué le sacrifice du cheval. D'après Robin Law, c'est notamment le cas du roi des Biafadas au début du XVIe siècle. Valentim Fernandes rapporte qu'à la Sierra Leone, à la mort du roi, sa première épouse, son meilleur esclave et son cheval préféré sont sacrifiés et immolés avec lui. W. Schilde précise que chez les Gurma et les Yorubas, lorsque le roi meurt, son cheval est enterré avec lui. Les Kotokos du lac Tchad enterrent le cheval de leur prince comme le serait un être humain.

#### Queue du cheval

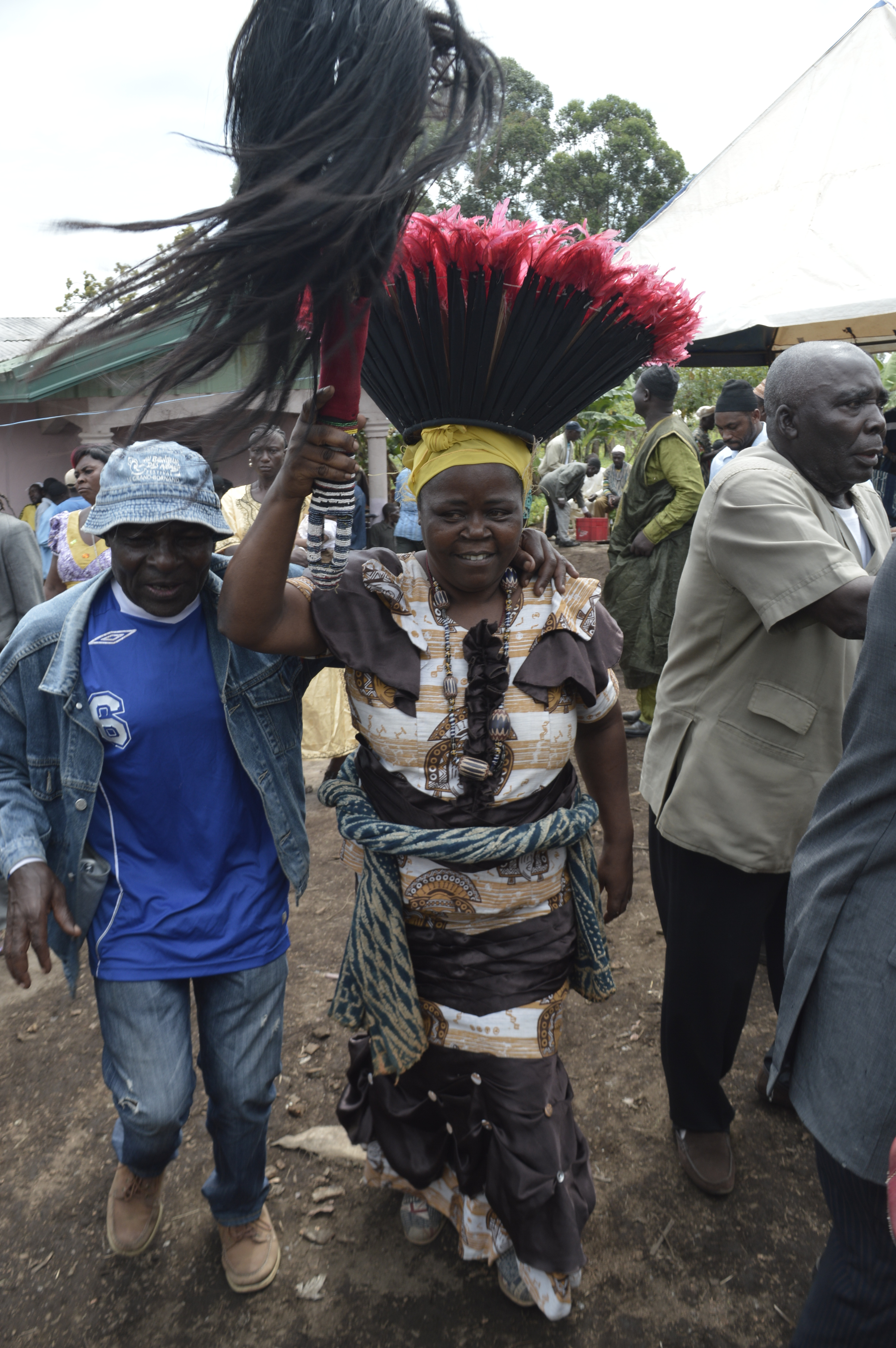
Queue de cheval lors d'une cérémonie de deuil Bamiléké.

Des croyances particulières sont associées à la queue du cheval : Cadamosto et d'autres commerçants portugais de la fin du XVe siècle notent qu'elles sont très demandées au Royaume du Cayor, et y servent de sceptre ou de chasse-mouche.
La queue de cheval est très présente dans les danses et cérémonies festives du grassland camerounais, attestant de l'apprivoisement du cheval dans la culture locale,. Apprivoisement qui serait — selon les légendes — survenu lors d'attaques de guerriers contre les populations grassfields. Valant la moitié du prix d'un esclave, la queue de cheval est un emblème d'autorité et fait partie des régalia des chefferies bamiléké, des grassfields, du pays Tikar, chez les Vouté, Bachama et Moussey.
D'après le politologue spécialiste du Togo Comi M. Toulabor, une queue de cheval, lorsqu'elle est détenue par une importante personnalité religieuse ou politique, a une signification occulte ou symbolique dans les sociétés coutumières togolaises, en tant qu'objet destiné à écarter les forces occultes néfastes.

### Tradition orale, contes et légendes

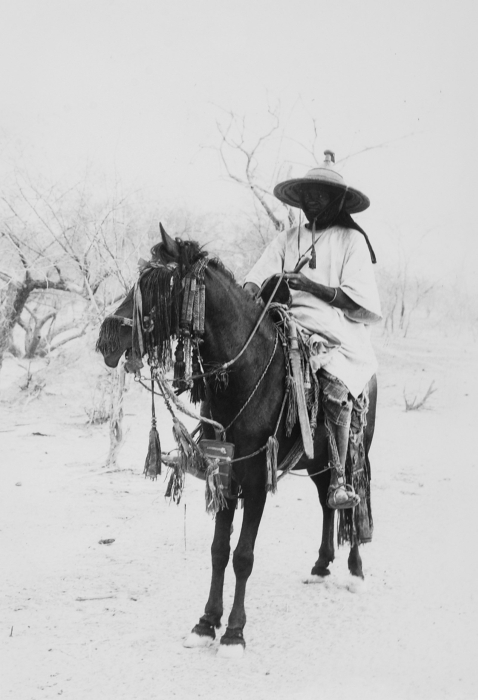
Chef Peul au Burkina Faso, en 1969. Le cheval est omniprésent dans la tradition orale peule.

La tradition du conte oral reste très vivante en Afrique de l'Ouest. Le cheval n'est cependant pas l'animal le plus souvent mentionné dans le conte-type des « alliés animaux », les animaux sauvages (en particulier le serpent) étant beaucoup plus fréquents.

#### Récits héroïques
Dans les récits héroïques africains, les montures et les armes portent souvent des noms ; ainsi la geste du héros peul Samba Guéladio Diégui (Sénégal) précise le nom de sa monture Oumoullatôma ; de même celle de Birama NGourôri précise que son cheval s'appelle Golo. Le cheval est omniprésent dans l'épopée peule de Silamaka (Macina, Mali), recueillie par le conteur et écrivain Amadou Hampâté Bâ durant les années 1950 : le héros peul Silamaka y affronte, avec son cheval blanc Somelekagne, une armée de 50 000 cavaliers Bambaras.
Le conte de Hammadi le brave, très long, semble lui aussi inspiré des traditions peules et du genre épique. Hammadi est instruit par un lion, qui capture pour lui un cheval blanc et lui en fait don. Le lion l'amène ensuite chez son père, et Hammadi lutte dans une course de chevaux contre Birisibili, en demandant que sa légitimité soit reconnue, lorsqu'il arrive face à un trou long de deux kilomètres :

« Au nom de Dieu, si jamais je suis un enfant illégitime, que mon cheval tombe dans le trou, mais si jamais je suis un enfant bien né, que mon cheval saute sur l'autre bord. »

— Hammadi le brave

#### Légendes fondatrices

Armoiries du Burkina Faso.

Les Mossis ont un ancêtre légendaire du nom de Ouédraogo (« étalon »), fils de la princesse Yennenga qui fut emportée par son cheval blanc jusqu'au campement d'un chasseur d'éléphants du nom de Riale,. L'emblème national du Burkina Faso (dans lequel les Mossis sont la population majoritaire) est l'étalon blanc qui guida la princesse Yennenga. Depuis 2002, il est l'emblème du parlement à l'Assemblée nationale.
La race des chevaux du Kanem est réputée descendre d'un cheval merveilleux, blanc à la bouche rouge et d'une vitesse incroyable, capturé au lac Fitri avec son cavalier par Abd-el-Karim, le fondateur du Royaume du Ouaddaï.

#### Contes populaires
Dans le conte oral en wolof Le cheval enchanté, le cheval Samba Bingi Bangi « plus âgé que Dieu lui-même » sauve la vie de la jeune fille à qui il est offert en cadeau de mariage. L'imprudente a épousé malgré elle un lion. Samba Bingi Bangi donne sa vie pour la tirer du piège.
Le conte de Barowal le cheval sacré, collecté dans le Fouta-Djalon, débute au marché de Tombouctou où Mansira, le massaké du royaume des Bambaras, veut absolument acheter Barowal (« cheval de combat » en pulaar) alors que son propriétaire, un éleveur peul du nom de Diadié Poullo, refuse absolument de le lui vendre. Le royaume de Mansira finit par disparaître à cause de l'obstination de son massaké pour le cheval sacré.
Le conte Dogon intitulé Pourquoi le cheval ne parle-t-il pas ? explique qu'autrefois, les chevaux parlaient, mais qu'une femme ingrate et menteuse profita des conseils d'un cheval habile sans le remercier ni dire à sa famille ce qu'il avait fait pour elle, et qu'en représailles tous les chevaux cessèrent de parler aux êtres humains et se mirent à hennir.
Le conte mahi (centre du Bénin) intitulé Le destin raconte qu'un orphelin abandonné par ses frères rencontre trois chevaux qui saccagent ses récoltes, les épargne, et obtient leur aide pour séduire la princesse qu'il aime.
Un conte des savanes du Burkina Faso relate l'affrontement à cheval entre l'archer Habo, qui était très méchant, et un Peul cavalier nommé « Pebwéré, dit Le Puissant » ; ce dernier, qui avait acquis de grands pouvoirs magiques, dévia magiquement la flèche que Habo décocha sur son cheval et tua ensuite la monture de Habo.

### Proverbes ouest-africains
D'après le Père Amadou Kizito Togo, les Dogons, historiquement harcelés lors de razzias de Peuls cavaliers, en ont gardé des traces dans « les contes, les proverbes et les anecdotes » en pays Dogon. Ils ont notamment créé l'expression « cheval de Gondo » pour désigner les cavaliers Peuls. Le proverbe dogon « tu as fléché la poussière après le passage du cheval » équivaut à dire « tu as appelé le médecin après la mort ».
Un long proverbe en bozo de Tiemacèwè (Mali) raconte la rencontre entre un cheval de l'Est et un cheval de l'Ouest qui parlent de leur travail : 
« wo-léré co-bɛ́, ma wo-tèrè co
bɛ́ sán wɛ́wɛ,
‘á lo wo-léré co- bɛ́ dìòra lò wo-tèrè co- bɛ́ tà ‘á mù yɛ́ ‘á lòbe tònu ?
‘a hó lo míbe we sèe mi naso ‘a vɛ́ra fèni-nɛ sèna, ‘a vɛ́ yára bè, ‘a wé’ara bè
‘á wo-léré co- bɛ́ lo mi tònu a de ʼéré. »
— Proverbe malien boo de Tiemacèwè. Traduction de Cécile Leguy
        
« Le cheval du Levant et le cheval du Couchant se sont rencontrés,
et le cheval du Levant a demandé au cheval du Couchant : « quel est ton travail ? »
Et il a répondu qu’il porte son propriétaire pour aller au loin pour aller ʻgâterʼ des choses pour en arranger (faire) d’autres
Et le cheval du Levant lui dit qu’ils ont le même travail. »
D'après l'ethnolinguiste Cécile Leguy, « quand le cheval de l’Est, rencontre le cheval de l'Ouest, il prend conscience que sa situation prestigieuse (sans doute est-il le cheval de la famille du chef) ne lui procure aucun avantage : vivre à l’est du village ne dispense pas des tâches quotidiennes ».

### Arts de la sculpture et de la peinture

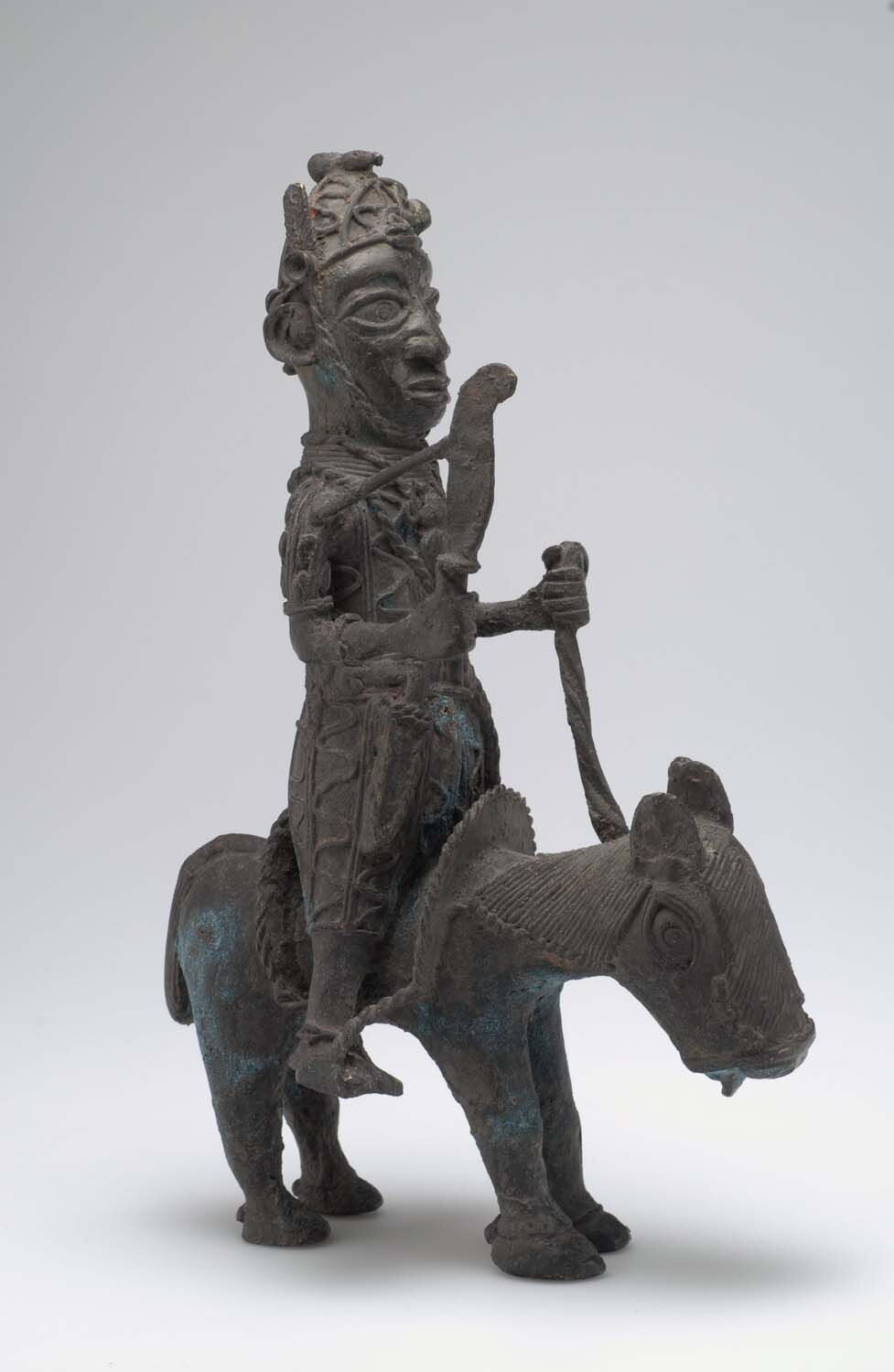
Statuette de cavalier en terre cuite, du Royaume du Bénin.

Les chevaux, montés ou non, ont été abondamment représentés dans les arts traditionnels d'Afrique de l'ouest. Le cavalier est aussi une figure récurrente du théâtre de marionnettes africain, particulièrement chez les Bozos.

#### Peintures rupestres
Des peintures rupestres de chevaux montés ont été retrouvées dans le Tassili n'Ajjer, dans l'Aïr, et dans l'Adrar. Les peintures de l'Adrar des Ifoghas représentent des chevaux de formes géométriques arrondies, montés par un cavalier, souvent accompagnés d'inscriptions en tifinagh. Dans le sud du Sahara, à Kourki (Niger) et Aribinda (Burkina Faso), les chevaux sont plutôt représentés avec un corps linéaire. D'après l'archéologue Séverine Marchi, ces peintures sont difficiles à dater avec précision, mais elles remontent vraisemblablement au Ier millénaire. Si les artistes sont des Berbères venus s'installer dans le Sud du Sahara, ces représentations datent au plus tôt du Ve siècle, et au plus tard du VIIIe siècle.
Il existe aussi des peintures rupestres de chevaux dans les Monts Hombori (Mali) et à Geji (Nigeria).

#### Sculptures traditionnelles
Les sculptures de bois traditionnelles du royaume du Bénin des XVIe et XVIIe siècles figurent souvent des guerriers à cheval, mais ces guerriers représentés sont en général des Européens ou des Africains issus d'autres régions, les figurations de cavaliers locaux étant plus rares. De manière plus générale, les représentations de cavaliers aux traits africains sont rares dans l'art africain traditionnel. Une autre particularité de ces statuettes traditionnelles est que le cheval y soit souvent représenté très petit par comparaison à son cavalier.
Les Dogons créent des sculptures de bois représentant des cavaliers. Il existe trois styles distincts : l'un à Djennenké, le suivant à N'Duleri, le dernier à Bombou-Toro. Le style de Djennenké présente une morphologie plus longiligne, alors que celui de Bombou-Toro est le moins réaliste. Les Bambaras ont aussi une abondante statuaire équestre en bois. Les Yorubas privilégient les représentations de guerriers à cheval, présentes tant sur des piliers et des portes de palais, que sur des cimiers de masques. Shangô, présumé fils d'Oranyan, est un sujet fréquent dans la statuaire équestre cultuelle en bois.
Dans la zone côtière atlantique d'Afrique de l'Ouest, l'art est varié, avec une prédominance de petits cavaliers en alliage, notamment chez les Sénoufos, les Baule et les Ashantis.